# Liste der Baudenkmäler in Füssen

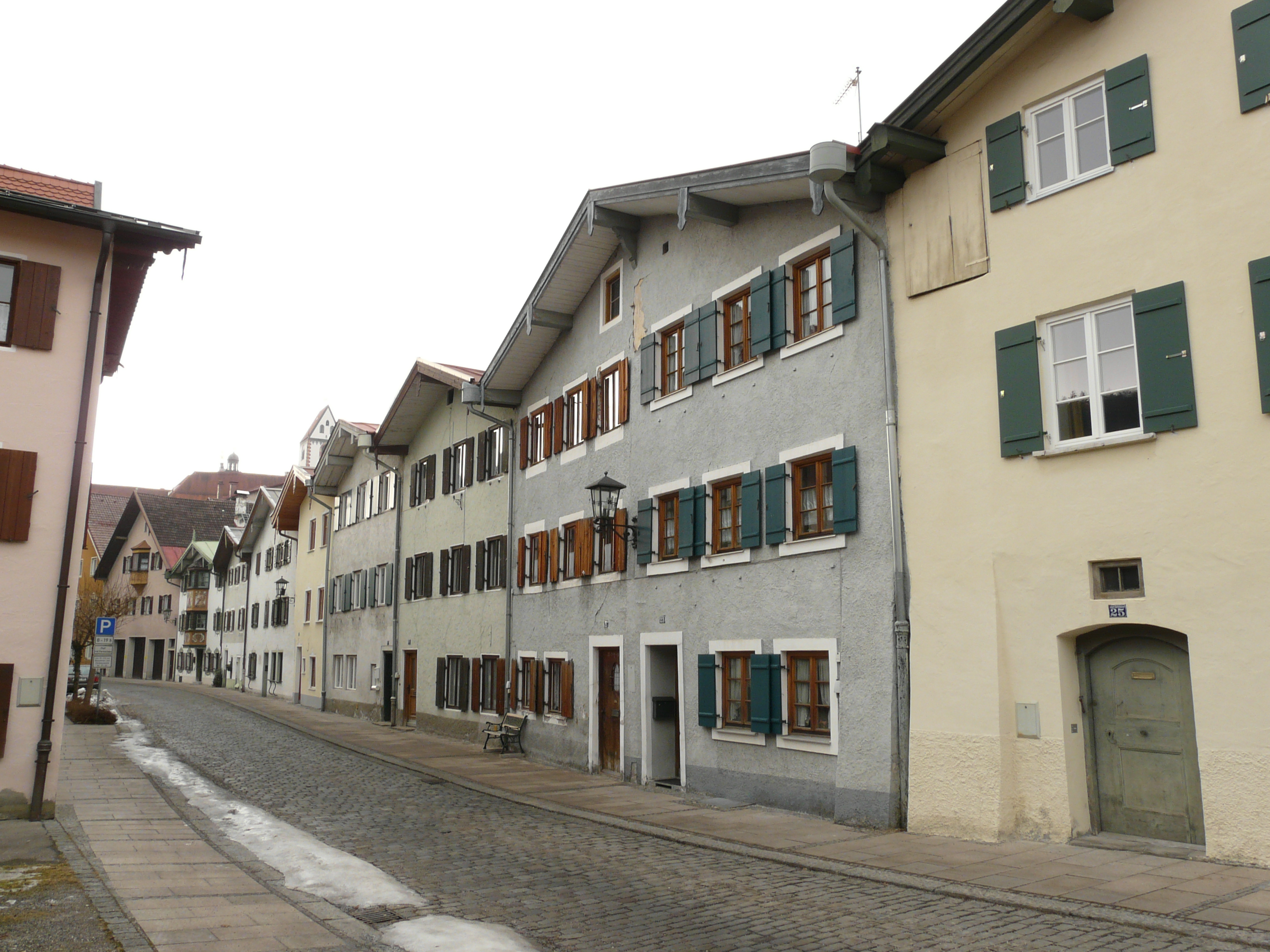
Füssen – Spitalgasse

Auf dieser Seite sind die Baudenkmäler in der schwäbischen Stadt Füssen zusammengestellt. Diese Tabelle ist eine Teilliste der Liste der Baudenkmäler in Bayern. Grundlage ist die Bayerische Denkmalliste, die auf Basis des Bayerischen Denkmalschutzgesetzes vom 1. Oktober 1973 erstmals erstellt wurde und seither durch das Bayerische Landesamt für Denkmalpflege geführt wird. Die folgenden Angaben ersetzen nicht die rechtsverbindliche Auskunft der Denkmalschutzbehörde.

## Ensemble Altstadt Füssen

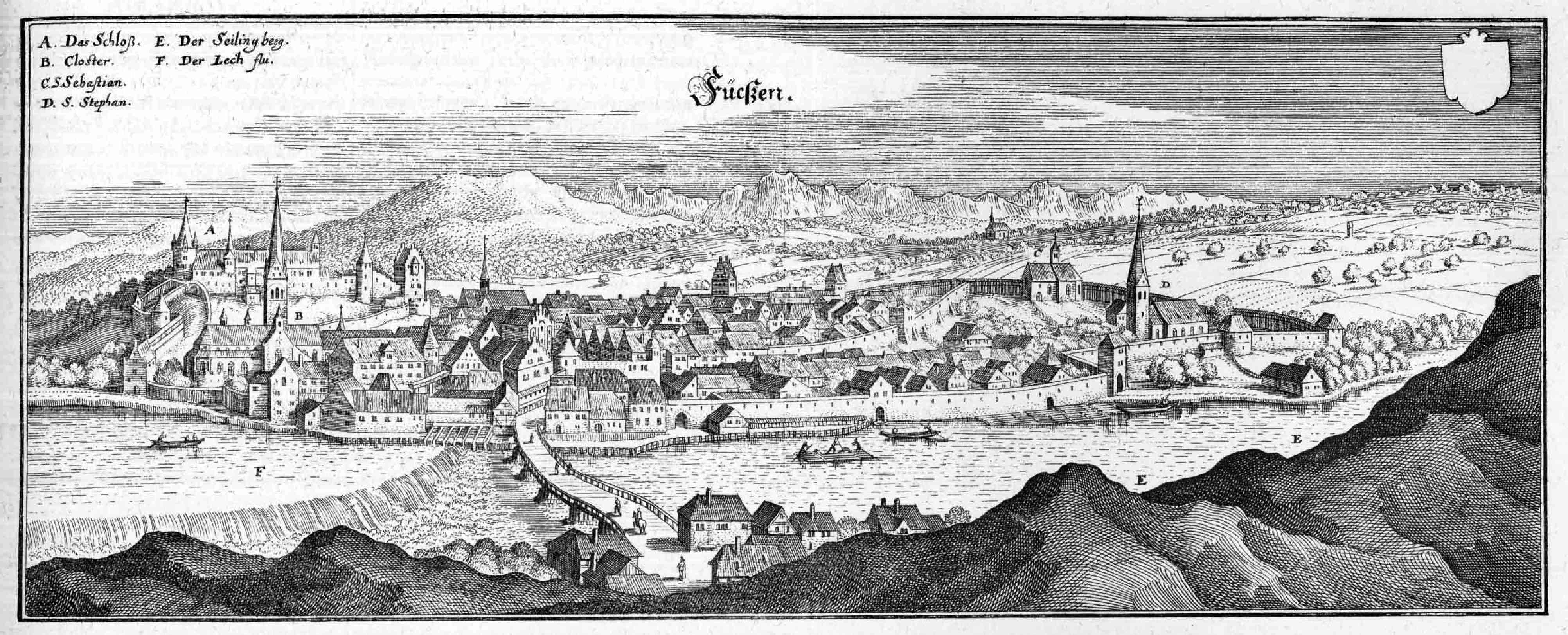
Merians Ansicht von Füssen

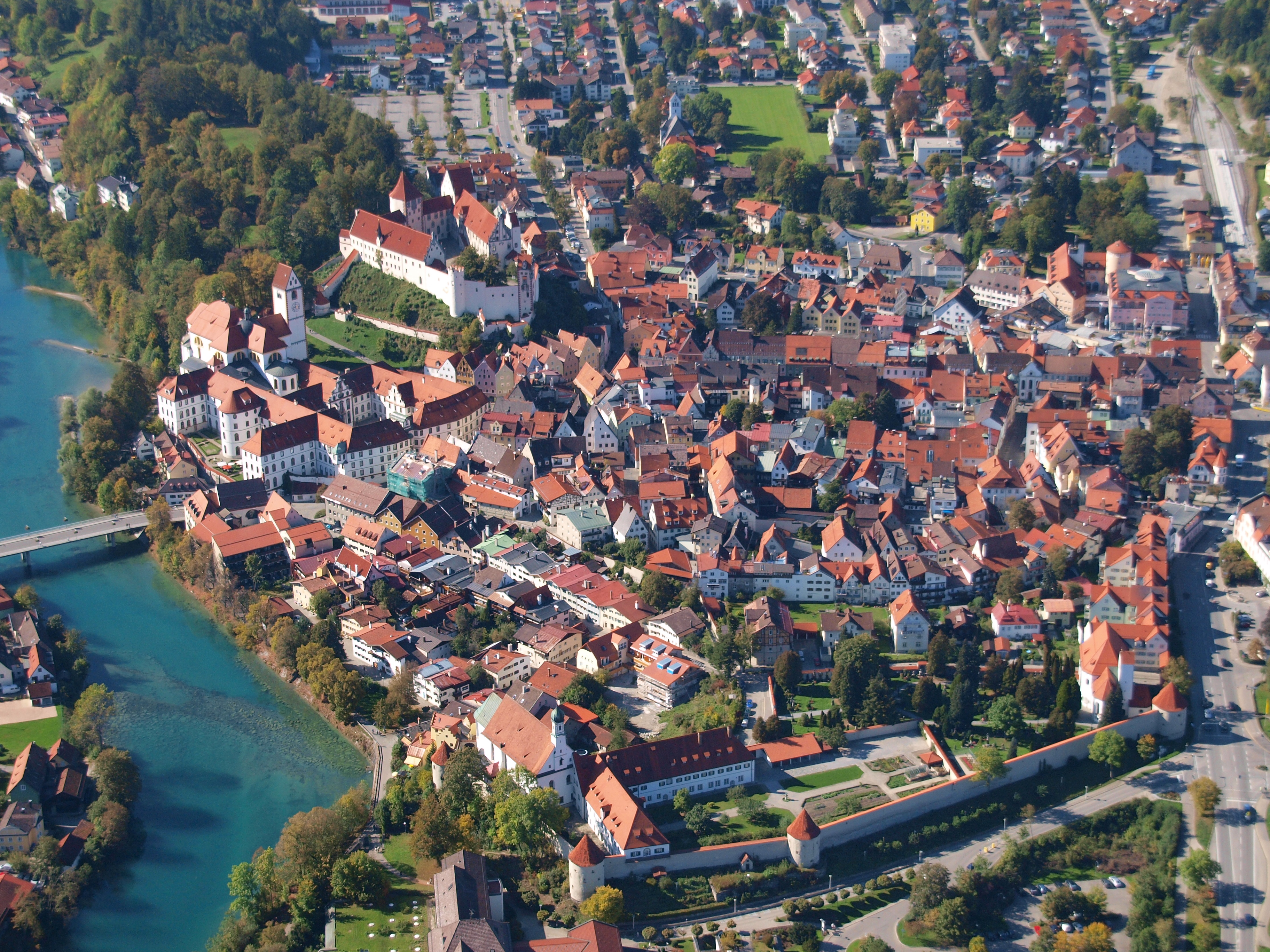
Füssens Altstadt aus der Luft

Das Ensemble umfasst den historischen Kern der Stadt Füssen, der im Wesentlichen die Stadtentwicklung bis zum Beginn des 19. Jahrhunderts dokumentiert. Dieser historische Stadtraum schließt neben der Altstadt, die sich bogenförmig um den Schlossberg und das St.-Mang-Kloster nach Norden und Osten legt, auch den westlich gelegenen Baumgarten und südlich des Lechs den Brückenkopf am Fuß des Huttersberges, die äußere Lechvorstadt, mit ein. Die Umgrenzung ist durch den Verlauf der in Teilen noch erhaltenen ehemaligen Stadtbefestigung um 1500 sowie durch den Lech markiert.
Die äußere Lechvorstadt bildet die Straßenanlage, die im Osten am ehemaligen Büchelestor schließt (1812 abgebrochen), im Westen die Kirche Unserer Lieben Frau am Berg einbezieht. Die politische und wirtschaftliche Bedeutung der Stadt seit dem Mittelalter, aber auch ihre historischen Voraussetzungen in römischer und frühmittelalterlicher Zeit haben in Grundriss und Bausubstanz Ausdruck gefunden und sind in wesentlichen Teilen noch anschaulich.
Bestimmend für die Lage der Stadt ist der Lechaustritt aus den Alpen, wo das Hochgebirge besonders unvermittelt zum flachen Land hin abfällt; eine Erhebung diesseits des Lechs bot sich als günstiger militärischer Kontrollpunkt an. Die Römer haben mit der Anlage der Via Claudia (45/46 n. Chr.) einen älteren Alpenübergang vom Etschtal nach Südbayern weiter ausgebaut und den Schlossberg mit der Errichtung des Kastells Foetibus strategisch genutzt. Der Verlauf der Via Claudia ist im Einschnitt zwischen St. Mang-Kloster und Hohem Schloss sowie in der Reichenstraße erhalten und hat seine Bedeutung als Handelsstraße bis 1975 (Einrichtung einer Fußgängerzone) bewahrt. Ein karolingischer Königshof und die Gründung einer Zelle durch den hl. Magnus (um 746) bildeten den eigentlichen Kern der mittelalterlichen Stadtentwicklung: Der Reichshof selbst lag wohl auf dem Hochufer des Lechs – „Auf dem Stein“ – an der Stelle des Anwesens Lechhalde 2, durch den späteren Amtssitz der Ministerialen der Welfen und Staufer und die Lage innerhalb der alten Stadtmauer, unmittelbar am ehemaligen Lechtor, ausgewiesen (Dr. Georg Guggemoos); dazu gehörte die frühmittelalterliche Reichshofkirche St. Stephan – Vorgängerbau der Franziskanerklosterkirche – und die Reichshofmühle, wohl an der Stelle der ehemaligen Hinteren Mühle, am Fuß des Burgberges.

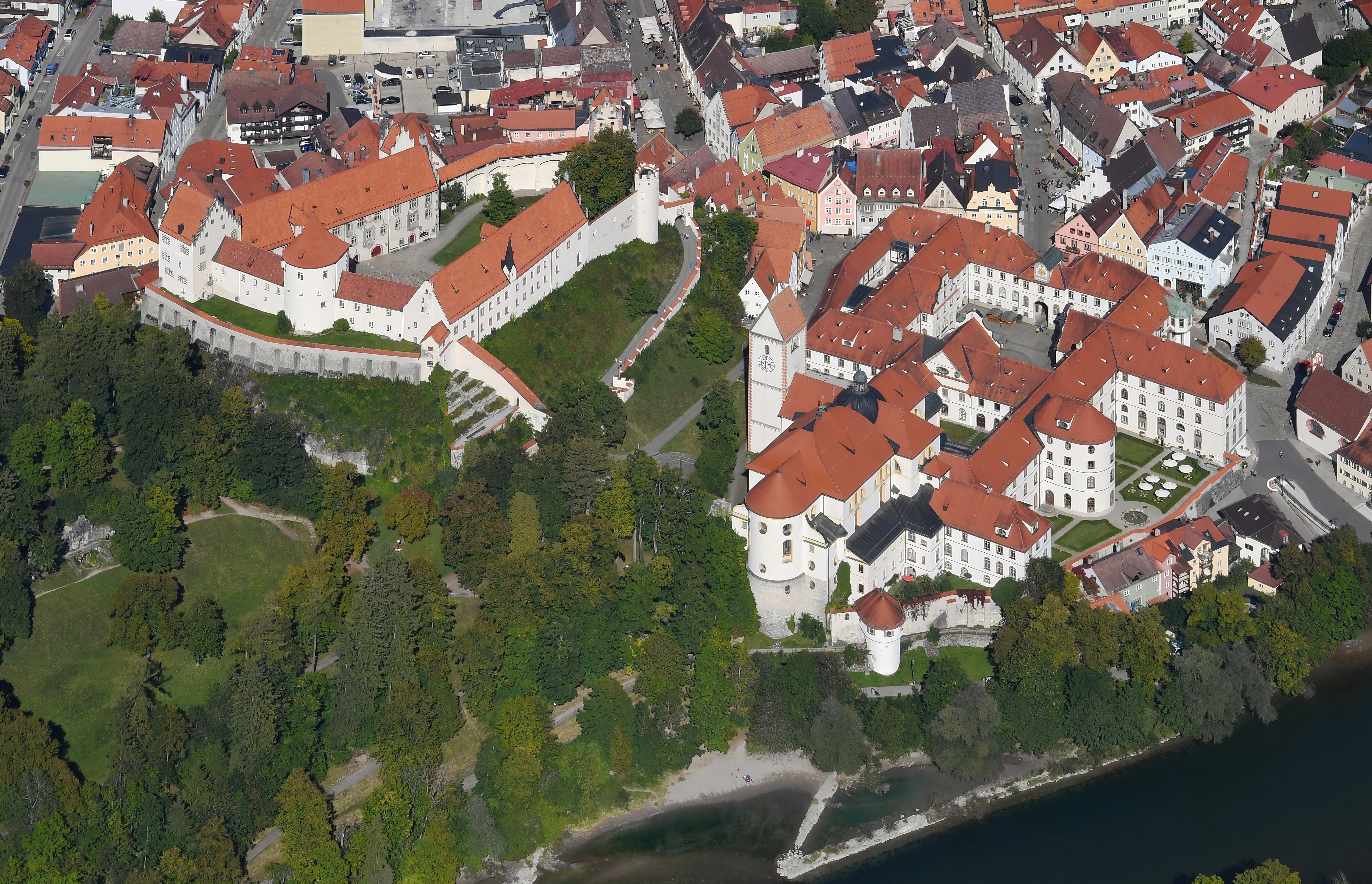
Füssen – Hohes Schloss und Kloster St. Mang

Grundrissgefüge und bauliche Hauptakzente der Altstadt im Mittelalter bauten auf diesen Voraussetzungen auf und haben in den folgenden Jahrhunderten in der äußeren Erscheinung Veränderungen erfahren, die den geschichtlichen Aussagewert meist nicht beeinträchtigt, sondern verdeutlicht haben. Die Entwicklung zur Stadt vollzog sich im 12. Jahrhundert unter kaiserlicher Herrschaft und wurde im 13. Jahrhundert durch den Bau des Hohen Schlosses, die Erweiterung des Klosters St. Mang und die Anlage einer Stadtmauer vorangetrieben und gefestigt. Der Bogen, den die älteste Stadtmauer umschreibt, beginnt beim ehemaligen Lechtor, führt zum Kappenzipfel und beschreibt entlang der Drehergasse eine Kurve, die – vergleichbar der Wegbachsiedlung in Memmingen – auf eine ehemalige Reichshofsiedlung schließen lässt; er führt zum Augsburger Tor, an der Hinteren Gasse entlang und endet am Fuß des Schlossberges beim ehemaligen Rittertor.
Innerhalb dieser ältesten Umfassung herrscht auf engem Raum ein Wechsel von gekrümmten engen Gassen, unregelmäßigen, platzartigen Erweiterungen und regelmäßigen, offensichtlich planvoll angelegten Teilen. Lechhalde, Klosterplatz, Brotmarkt und Schrannenplatz dürften schon im 12./13. Jahrhundert die wichtigsten Plätze in ähnlicher Grundrissform gewesen sein; die Reichenstraße als Hauptachse der ganzen Stadtanlage, im Verlauf der Via Claudia, darf aufgrund ihrer spindelförmigen Ausbuchtung als planmäßige Anlage aus staufischer Zeit angesprochen werden, ebenso die Bebauung westlich davon, mit der Jesuitergasse und der geradlinig angelegten Hinteren Gasse an der Stadtmauer – die älteren Teile im Bereich der Ritterstraße ausgenommen. Etwa gleichzeitig mit der ersten wirtschaftlichen Blüte der Stadt erfolgte aber auch 1313 ihre Verpfändung durch König Heinrich VII. an das Hochstift Augsburg. Dies hat einerseits den Ausbau zu einer bischöflichen Landstadt bewirkt und alte Beziehungen Augsburgs zu St. Mang und dem Füssener Land historisch bestätigt, andererseits hat es den Aufstieg Füssens zur Reichsstadt verhindert. Dieser Umstand, aber auch andere Gründe, wie etwa eine strenge Bauordnung (1391) trugen zur Erhaltung der ursprünglich mittelalterlichen Maßstäblichkeit bei.
Die ehemalige Funktion der Stadt als Stapel- und Umschlagplatz des Italienhandels fand in einer unterschiedlichen Bebauung ihren Niederschlag. An den Hauptachsen des Verkehrs, Lechhalde, St. Mangplatz und Eingang zur Reichenstraße, wo die Straße nach Kempten abzweigt (Ritterstraße), haben von jeher Wochen- und Jahrmärkte stattgefunden, wohlhabende Handelsherren Wohn- und Geschäftshäuser errichtet; hier erreicht die Bebauung in stattlichen drei- bis viergeschossigen Steildach-Giebelhäusern reichsstädtisches Format. In Nebenstraßen, wie etwa der Hutergasse oder Drehergasse, ist die Bebauung im Kern ebenfalls spätgotisch, aber kleiner in der Maßstäblichkeit. Im 15. Jahrhundert gewann die Stadt dem Bischof gegenüber größere Freiheiten, 1477 entstand an der Ecke Reichen-/Ritterstraße ein Rathaus (im 19. Jahrhundert abgebrochen).
Um 1503 wurden in eine Erweiterung der Stadtmauer die Lechvorstadt mit dem Spital und der Flößersiedlung sowie St. Stephan einbezogen, das Hohe Schloss erhielt im Wesentlichen seine heutige Gestalt, die es zu einer der schönsten Anlagen dieser Art in Bayrisch-Schwaben gemacht hat. Die wirtschaftliche Blüte in den letzten Jahrzehnten des 15. Jahrhunderts und zu Beginn des 16. Jahrhunderts führte zu einer regen Bautätigkeit; viele Häuser der Altstadt stammen im Kern aus dieser Zeit. Neben dem Handel erlebte das Handwerk einen bedeutenden Aufschwung; Handwerkerhäuser des 16. und 17. Jahrhunderts, oft im 18. Jahrhundert noch erneuert, prägen das Gesicht abseitig gelegener Gassen der Stadt. Die Vordachhäuser der Spitalvorstadt (Flößersiedlung) und die giebelständigen, meist dreigeschossigen Flachdachhäuser der Tiroler- und Schwangauer Straße – im Typus der Vorstadt-Bebauungen des Alpenvorlandes – bilden eigenständige Bereiche innerhalb des Gesamtensembles.
Die baulichen Veränderungen des 17. Jahrhunderts blieben im Rahmen der traditionellen Anlage. Die Jesuiten wählten die Reichenstraße als Standort für die Krippkirche (1611) und bezogen die Fassade auf den Kornmarkt, dem durch den regen Getreidehandel in Füssen besondere Bedeutung zukam. Nach ihrem Wegzug 1627 gründeten die Franziskaner ein Kloster bei St. Stephan und erbauten die Kirche neu. Sie bildet ein Gegengewicht zu St. Mang in der Ansicht von der Lechseite her, ihr Chor ist hochgelegener Zielpunkt in der Blickachse der Spitalstraße.
Im 18. Jahrhundert erfährt durch den großzügigen Neubau des Klosters und der Klosterkirche St. Mang mit ihrer reichgegliederten Dachzone und den charakteristischen Thermenfenstern Herkomers die Stadtansicht von Süden ihre endgültige einprägsame Gestalt.
Das 19. Jahrhundert hat in die historische Bausubstanz der Altstadt kaum eingegriffen. Obwohl zu Beginn des 19. Jahrhunderts die Mauern der Stadt, Tore und Türme teilweise abgetragen, der Graben aufgelassen und teilweise bebaut wurde (z. B. an der Luitpoldstraße) blieben die historische Grundgestalt und das Erscheinungsbild der Altstadt im Wesentlichen erhalten. Neubauten entstanden vor allem außerhalb der Mauern, der ehemalige Baumgarten der Pröbste wurde zu einer Parkanlage mit Pavillon und Baumsetzung umgestaltet. Tiefgreifende Wandlungen vollzogen sich durch die neue wirtschaftliche Entwicklung ab der Mitte des 19. Jahrhunderts. Die Hanfwerke (später HFI) haben ab 1862 den Lechgries gegenüber St. Mang und dem Hohen Schloss bebaut und mit der Anlage einer großen Arbeitersiedlung im letzten Viertel des Jahrhunderts im Norden der Stadt die planmäßigen Erweiterungen des 19. und 20. Jahrhunderts eingeleitet.
Aktennummer: E-7-77-129-1

## Stadtbefestigung
Die erste wohl mit dem Hohen Schloss im späten 13. Jahrhundert errichtete Mauer um 1338 wurde unter Bischof Friedrich erneuert. Um 1502 erfolgte die Erweiterung der Mauer unter Einbeziehung der Stephanskirche und der Spitalvorstadt. Im 19. Jahrhundert wurden großer Teile abgebrochen. In den ältesten Bereichen wurde die Mauer in Bruchsteinwerk, in jüngeren Ziegelmauerwerk errichtet.
Erhalten sind folgende Abschnitte:
- Erhaltene Mauerreste des 14. Jahrhunderts im Westen unmittelbar ans Hohe Schloss anschließender, gegen die Ritterstraße treppenartig abfallender Mauerzug mit Schießscharten
- ein kleiner Abschnitt unmittelbar hinter der Krippkirche
- Am Gebäude Ritterstraße 25 Reste des ehemaligen Rittertores
- Hinter den Anwesen Hintere Gasse 13, 27: Mauerrest
- Luitpoldstraße 1: Mauerrest
- Am Rückgebäude der Reichenstraße 33: Mauerrest
- Hinter Kaiser-Maximilian-Platz 2, 4, 6, Schrannengasse 7 und anschließend
- Seiler- oder Hirschwirtsturm, halbrunder Turm des 14. Jahrhunderts mit Zinnenbekrönung des 19. Jahrhunderts
- Drehergasse 20, 40, 42
- Teile der Stadtmauer des 13./14. Jahrhunderts zwischen Drehergasse 4 und Spitalgasse 1, niedrige Mauer, mehrfach unterbrochen (An der Stadtmauer)
- Stadtmauer des 15. Jahrhunderts vom Sebastianstor (gefastes Spitzbogentor) entlang dem Alten Friedhof bis zum Bleichertörle, Mauer teilweise mit Wehrgang, vier Rundtürme mit Kegeldächern, Bleichertörle am Franziskanerplatz 5 1/2
- Mauerzüge am Faulenbachgäßchen unterhalb des Klosters St. Mang bis zum äußeren Tor des Schlosses im Westen

Aktennummer: D-7-77-129-1.

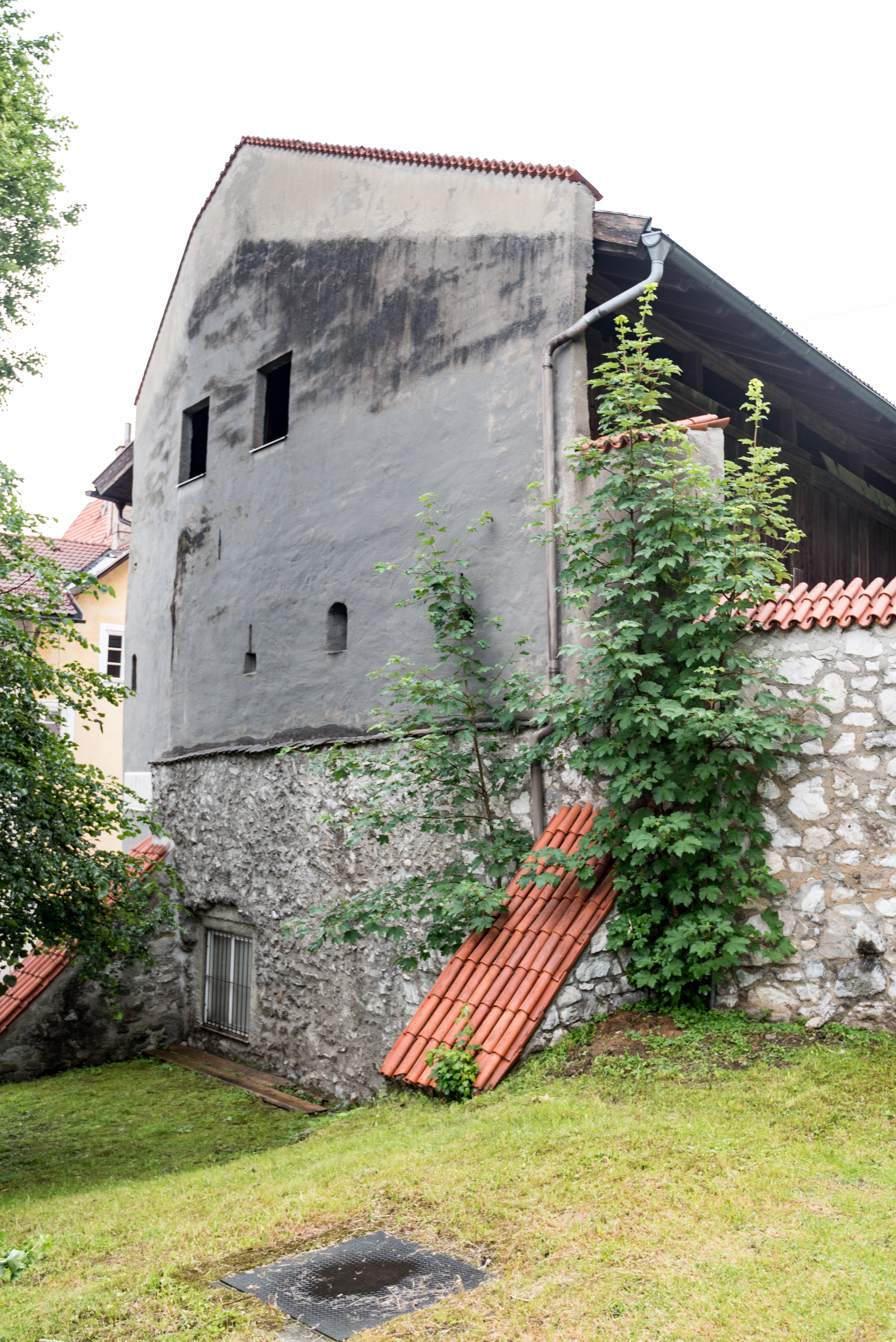
Stadtmauer bei Ritterstraße 25
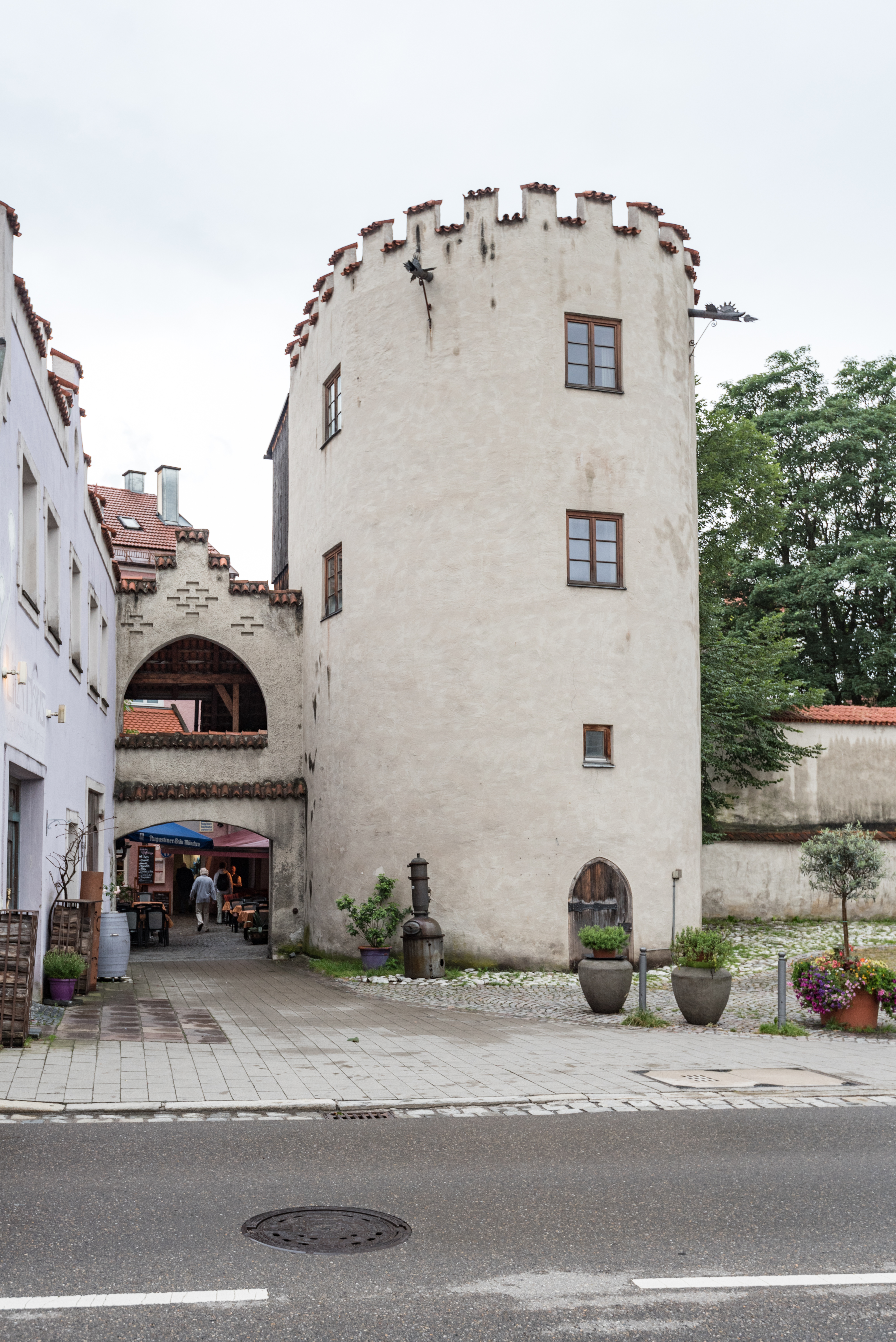
Sebastianstraße 2, Seiler- oder Hirschwirtsturm
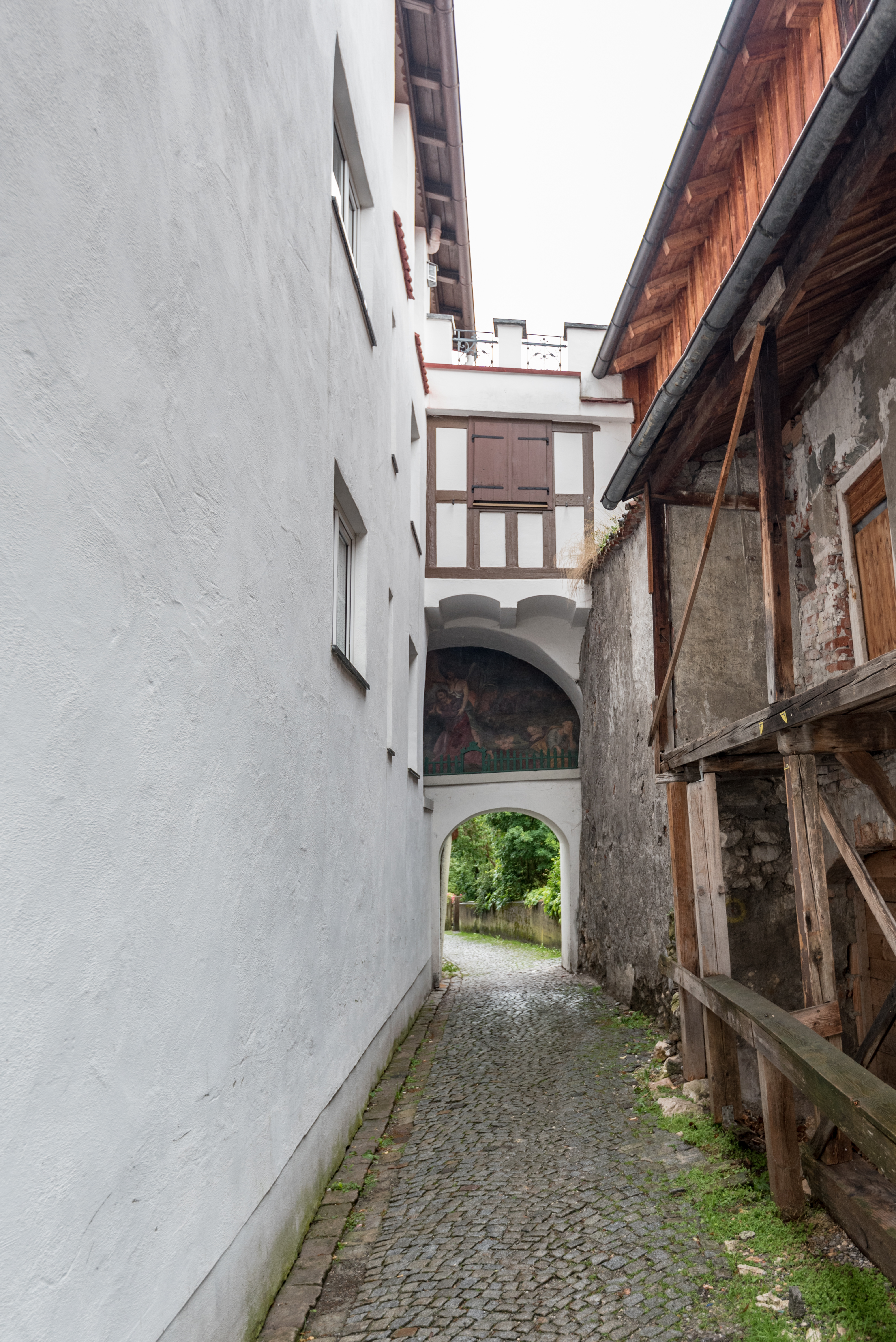
Pforte Drehergasse 6
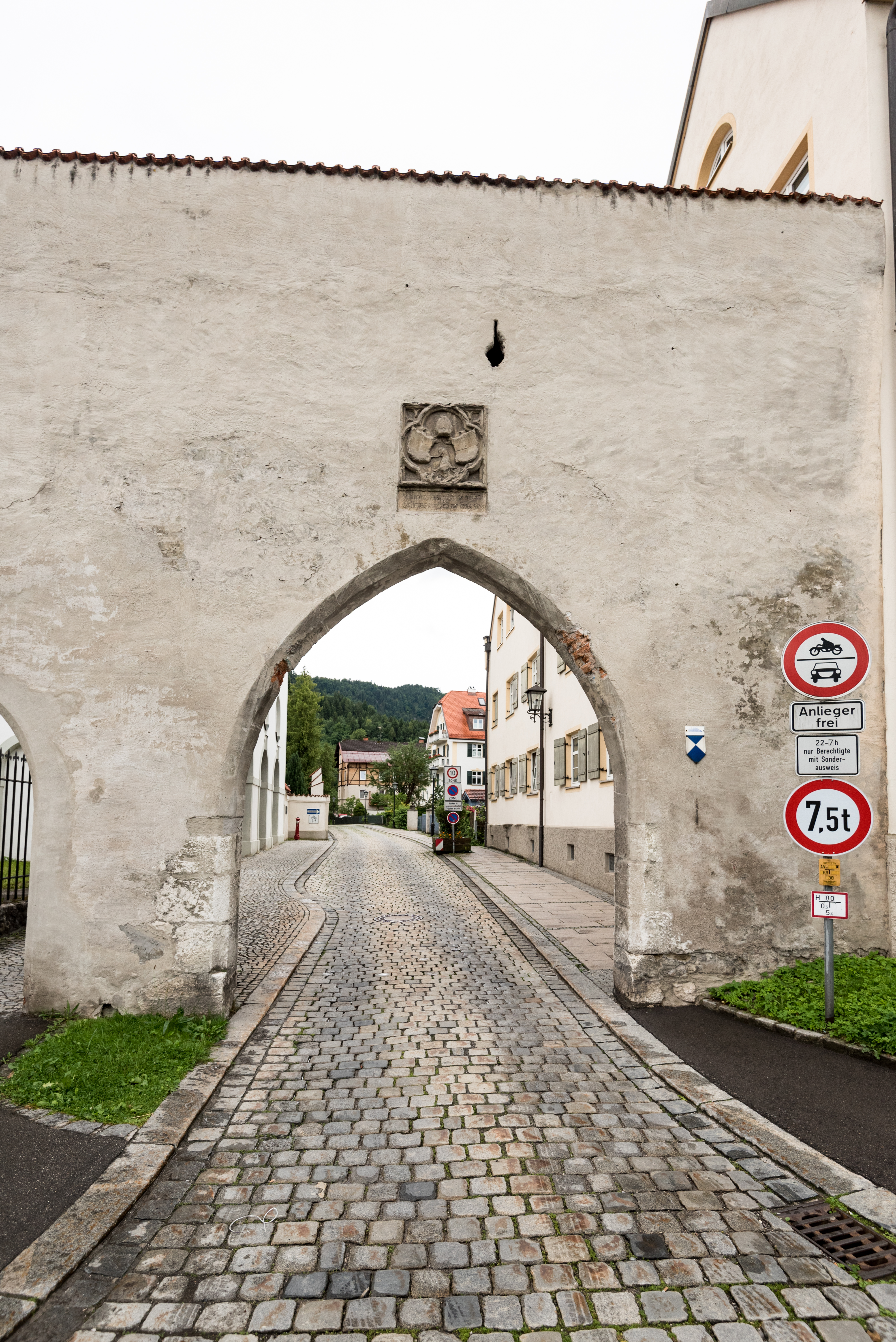
Sebastianstor
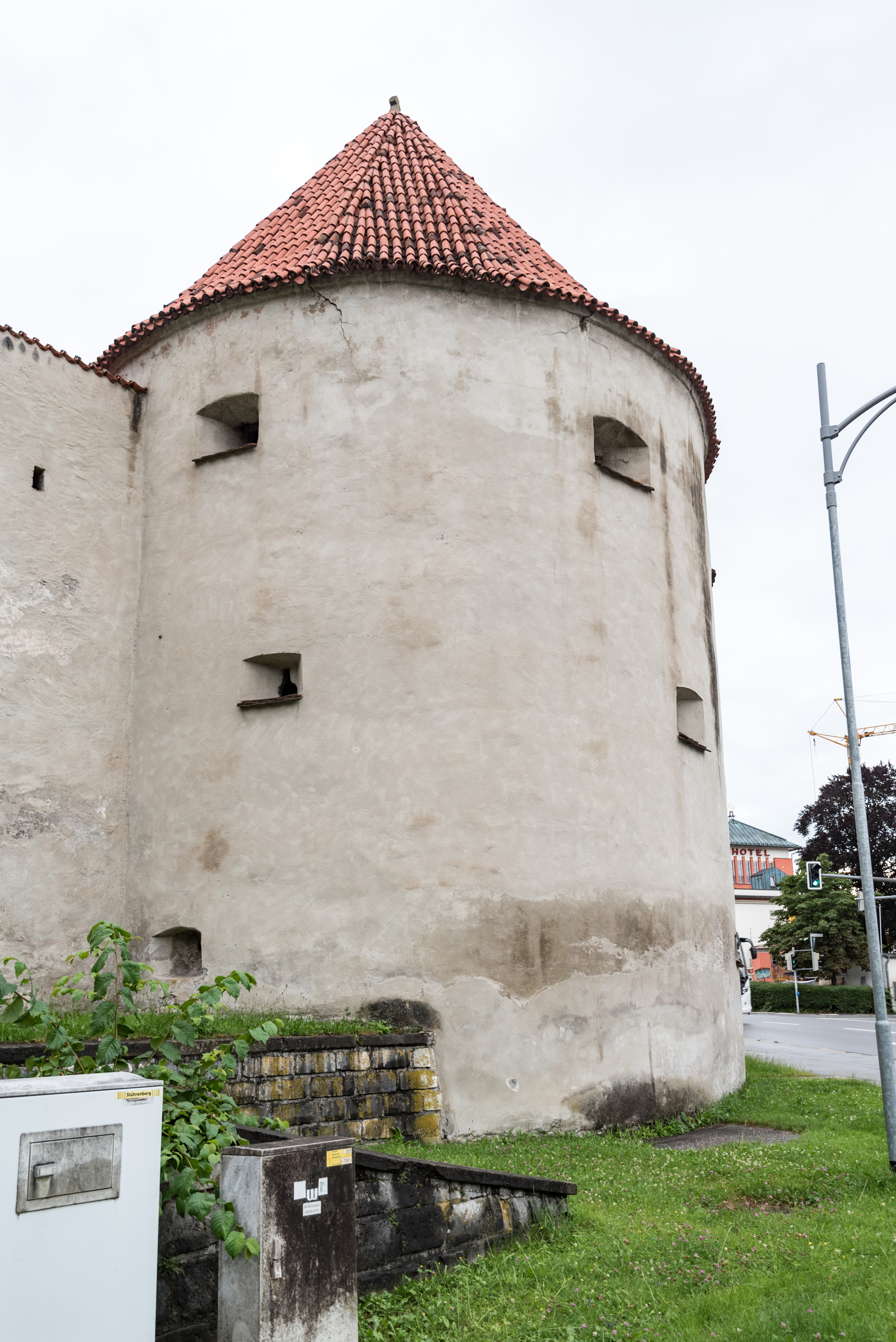
Mauerturm nordwestlich Klosterstraße 3
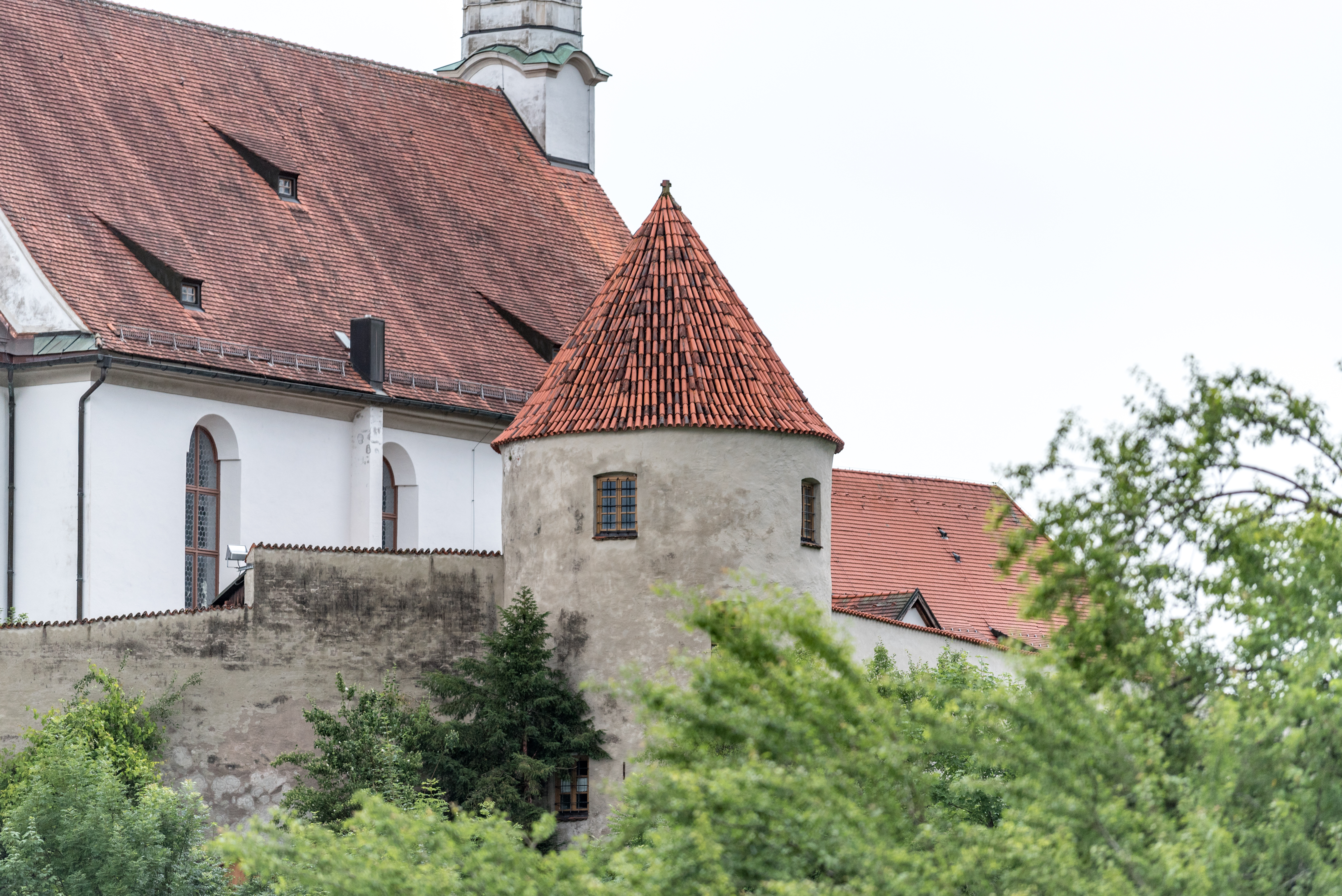
Mauerturm südlich Franziskanerplatz 3

Das einzige erhaltene Stadttor und der Durchgang bei der Drehergasse werden unter eigenen Aktennummern geführt.

| Lage                                           | Objekt           | Beschreibung | Akten-Nr.              | Bild           |
| ---------------------------------------------- | ---------------- | --- | ---------------------- | -------------- |
| Franziskanerplatz 5 1/2 (Standort)             | Stadttor         | Sogenanntes Bleichertörle, 1770–1817 Wohnung eines Eremiten, daher auch Franziskanertor oder Klause genannt, rechteckiger Turm mit westlichem Treppengiebel und spitzbogiger Durchfahrt, darüber Relief mit Doppelwappen des Augsburger Bischofs Friedrich II. von Zollern und Bezeichnung mit „1503“, 1499–1503 erbaut, sowie mit anschließendem Teilstück der Stadtbefestigung, 15. Jahrhundert | D-7-77-129-80 Wikidata | weitere Bilder |
| Drehergasse (zwischen Nrn. 4 und 6) (Standort) | Stadtmauerpforte | Rundbogiger Durchgang, darüber Rundbogennische mit Ölbild und Ölbergszene sowie Fensteröffnung, Anfang 18. Jahrhundert | D-7-77-129-40 Wikidata | weitere Bilder |

## Baudenkmäler nach Ortsteilen

### Füssen
| Lage                                                                                           | Objekt                                                                                 | Beschreibung | Akten-Nr.               | Bild                                                                      |
| ---------------------------------------------------------------------------------------------- | -------------------------------------------------------------------------------------- | --- | ----------------------- | ------------------------------------------------------------------------- |
| Augsburger Straße 5 (Standort)                                                                 | Wohnhaus                                                                               | Zweigeschossiger Walmdachbau, um 1860/70 | D-7-77-129-6 Wikidata   | Wohnhaus                                                                  |
| Augsburger Straße 11 (Standort)                                                                | Walmdachhaus                                                                           | Zweigeschossiger Walmdachbau mit spätklassizistischer Wandgliederung und Mittelrisalit, um 1870/80 | D-7-77-129-7 Wikidata   | weitere Bilder                                                            |
| Augsburger Straße 16 (Standort)                                                                | Wohnhaus                                                                               | Zweigeschossiger Schopfwalmdachbau mit Zwerchhaus, Flacherker und Eckerkerturm in Klinkermauerwerk mit Werksteinelementen, um 1860 | D-7-77-129-8 Wikidata   | weitere Bilder                                                            |
| Augsburger Straße 19 (Standort)                                                                | Villa                                                                                  | Sogenannte Villa Luitpold, zweigeschossiger Mansardwalmdachbau mit Turm mit Zeltdach und Laterne in Klinkermauerwerk mit Haustein-Eckquaderung, um 1895 | D-7-77-129-9 Wikidata   | weitere Bilder                                                            |
| Augsburger Straße 49 (Standort)                                                                | Katholische Filialkirche St. Ulrich und Afra („Feldkirche“)                            | Saalbau mit Satteldach, westlichem achteckigem Dachreiter mit geschwungenem Zeltdach über dem Chor sowie Wandgliederung, 1725 wohl durch Johann Georg Fischer erbaut; mit Ausstattung | D-7-77-129-3 Wikidata   | weitere Bilder                                                            |
| Augsburger Straße 62 (Standort)                                                                | Leichenhalle                                                                           | Walmdachbau mit zentralem Dachreiter mit Zeltdach, Seitenarmen mit Satteldächern und Arkadenvorhalle, 1925 bis 1929 durch Hans Grässel; mit Ausstattung | D-7-77-129-4 Wikidata   | weitere Bilder                                                            |
| Augustenstraße 10 (Standort)                                                                   | Villa                                                                                  | Zweigeschossiger Schopfwalmdachbau mit Zwerchhaus, Balkonen und Erkern, 1911 errichtet | D-7-77-129-217 Wikidata | weitere Bilder                                                            |
| Bahnhofstraße 3 (Standort)                                                                     | Hotel                                                                                  | Dreigeschossiger Walmdachbau mit Zwerchhaus und neubarockem Fassadendekor, bezeichnet mit 1902 | D-7-77-129-13 Wikidata  | weitere Bilder                                                            |
| Bahnhofstraße 6 (Standort)                                                                     | Wohnhaus                                                                               | Dreigeschossiger Satteldachbau mit rundem Eck- und Flacherker und Zwerchhaus und Blendgiebeln, historistisch, um 1905 | D-7-77-129-121 Wikidata | weitere Bilder                                                            |
| Baumgarten (Standort)                                                                          | Brunnhaus                                                                              | Künstliche Ruine mit Brunnengrotte, bezeichnet mit „1897“ | D-7-77-129-15 Wikidata  | weitere Bilder                                                            |
| Brotmarkt 1 (Standort)                                                                         | Wohn- und Geschäftshaus                                                                | Dreigeschossiges Eckhaus mit Mansarddach, Zwerchhaus, Giebelbekrönungen und Wandgliederung, im Kern zweite Hälfte 17. Jahrhundert, um 1870/80 Neugestaltung | D-7-77-129-17 Wikidata  | weitere Bilder                                                            |
| Brotmarkt 2 (Standort)                                                                         | Wohn- und Geschäftshaus                                                                | Zweigeschossiges Eckgebäude mit Satteldach, gefastem Spitzbogeneingang, im Kern spätgotisch | D-7-77-129-18 Wikidata  | weitere Bilder                                                            |
| Brotmarkt 3 (Standort)                                                                         | Wohn- und Geschäftshaus                                                                | Dreigeschossiger Giebelbau mit Satteldach, spätgotischer Balkendecke und barockem Medaillonfresko Muttergottes | D-7-77-129-19 Wikidata  | weitere Bilder                                                            |
| Brotmarkt 4 (Standort)                                                                         | Gasthaus                                                                               | Zweigeschossiger Satteldachbau mit spätgotischem Treppengiebel mit Spitzbogenblenden und maßwerkartigen Putzverzierungen des 19. Jahrhunderts | D-7-77-129-20 Wikidata  | weitere Bilder                                                            |
| Brotmarkt 6 (Standort)                                                                         | Wohn- und Geschäftshaus                                                                | Dreigeschossiges Traufseithaus mit Steilsatteldach, im Kern wohl spätgotisch | D-7-77-129-21 Wikidata  | weitere Bilder                                                            |
| Brotmarkt 7, 7 1/2 (Standort)                                                                  | Wohn- und Geschäftshaus                                                                | Dreigeschossiges Giebelhaus mit Satteldach und breitgezogenem Korbbogenfries, wohl zweite Hälfte 16. Jahrhundert | D-7-77-129-22 Wikidata  | weitere Bilder                                                            |
| Brotmarkt 8 (Standort)                                                                         | Wohn- und Geschäftshaus                                                                | Dreigeschossiges Traufseithaus mit Steilsatteldach, gebrochene Fassade, rückseitig gekehltem Spitzbogeneingang als Teil der ehemaligen Stadtbefestigung, im Kern spätgotisch, sowie Fensterrahmungen des 19. Jahrhunderts | D-7-77-129-23 Wikidata  | weitere Bilder                                                            |
| Brotmarkt 9, Hutergasse 8 (Standort)                                                           | Gasthaus                                                                               | Dreigeschossiges Eckhaus mit Steildach, teils zurückspringender Giebelfassade, im Kern spätgotisch, sowie rückwärtigem steinernen Löwenkopf in der Form eines Wasserspeiers, wohl noch 13. Jahrhundert | D-7-77-129-24 Wikidata  | weitere Bilder                                                            |
| Brotmarkt 10 (Standort)                                                                        | Wohn- und Geschäftshaus                                                                | Viergeschossiges Eckgebäude mit Flachsatteldach und eingezogener traufseitiger Fassade, im Kern wohl 17./18. Jahrhundert, 19. Jahrhundert Umbau, sowie mit klassizistischer Haustür, um 1800 | D-7-77-129-25 Wikidata  | weitere Bilder                                                            |
| Brunnengasse 3 (Standort)                                                                      | Wohn- und Geschäftshaus                                                                | Viergeschossiger Traufseitbau mit Satteldach, im Kern 17. Jahrhundert, und Putzquaderstreifen, erste Hälfte 19. Jahrhundert | D-7-77-129-26 Wikidata  | weitere Bilder                                                            |
| Brunnengasse 4 (Standort)                                                                      | Wohn- und Geschäftshaus                                                                | Viergeschossiger Giebelbau mit Flachsatteldach, Segmentbogeneingängen und Glattputzstreifen um die Fenster, im Kern 18. Jahrhundert, im 19. Jahrhundert Umbau | D-7-77-129-27 Wikidata  | weitere Bilder                                                            |
| Brunnengasse 5 (Standort)                                                                      | Wohn- und Geschäftshaus                                                                | Viergeschossiger Traufseitbau mit Satteldach und rechteckigem Eingang in Sandsteinfassung, bezeichnet mit „1783“ | D-7-77-129-28 Wikidata  | weitere Bilder                                                            |
| Brunnengasse 6 (Standort)                                                                      | Wohn- und Geschäftshaus                                                                | Viergeschossiger Giebelbau mit Flachsatteldach, zwei Flacherkern und Segmentbogenöffnungen, im Kern wohl 16./17. Jahrhundert, Anfang 20. Jahrhundert erneuert, und mit Hausfigur, drittes Viertel 18. Jahrhundert | D-7-77-129-29 Wikidata  | Wohn- und Geschäftshaus                                                   |
| Brunnengasse 7 (Standort)                                                                      | Wohn- und Geschäftshaus                                                                | Viergeschossiger Giebelbau mit Satteldach, gefasten Stichbogenöffnungen und Firstaufsatz, im Kern 17./18. Jahrhundert, Mitte 19. Jahrhundert Umbau | D-7-77-129-30 Wikidata  | weitere Bilder                                                            |
| Brunnengasse 12 (Standort)                                                                     | Wohn- und Geschäftshaus                                                                | Viergeschossiger Giebelbau mit Flachsatteldach, im Kern wohl 16. Jahrhundert, Rundbogeneingang mit Relief, über Eingang bezeichnet mit „1752“, sowie mit Fassadenstuck von 1901 | D-7-77-129-31 Wikidata  | weitere Bilder                                                            |
| Brunnengasse 14 (Standort)                                                                     | Wohn- und Geschäftshaus                                                                | Viergeschossiger Giebelbau mit Flachsatteldach, 18. Jahrhundert | D-7-77-129-32 Wikidata  | weitere Bilder                                                            |
| Brunnengasse 15 (Standort)                                                                     | Wohn- und Geschäftshaus                                                                | Viergeschossiger Giebelbau mit Flachsatteldach, Kniestock, Ladeluke, Putznuten am Erdgeschoss und Korbbogentor mit Kämpfern und Scheitelstein, zweites Viertel 18. Jahrhundert | D-7-77-129-33 Wikidata  | weitere Bilder                                                            |
| Brunnengasse 16 (Standort)                                                                     | Wohn- und Geschäftshaus                                                                | Viergeschossiger Giebelbau mit Steildach und Firstaufsatz, im Kern 17./18. Jahrhundert | D-7-77-129-34 Wikidata  | weitere Bilder                                                            |
| Brunnengasse 18 (Standort)                                                                     | Wohn- und Geschäftshaus                                                                | Ehemaliges Wohnhaus des Bildhauers Anton Sturm, dreigeschossiger Giebelbau mit Satteldach, korbbogiger Einfahrt, rückseitiger Laube mit Balustern, im Kern wohl 17. Jahrhundert, sowie Sandsteinrelief des Künstlers, bezeichnet mit „1724“ Rückgebäude, Wirtschaftsgebäude und ehemalige Werkstatt von Anton Sturm, im Kern wohl 16./17. Jahrhundert, Mansarddach wohl 18. Jahrhundert | D-7-77-129-35 Wikidata  | weitere Bilder                                                            |
| Brunnengasse 19 (Standort)                                                                     | Ehemaliger Gasthof, jetzt Wohn- und Geschäftshaus                                      | Dreigeschossiger Traufseitbau mit Satteldach, „Ohrwaschl“ und Korbbogeneinfahrt, im Kern zweite Hälfte 17. Jahrhundert | D-7-77-129-36 Wikidata  | weitere Bilder                                                            |
| Brunnengasse 20 (Standort)                                                                     | Wohn- und Geschäftshaus                                                                | Dreigeschossiger Giebelbau mit Flachsatteldach, hohem Kniestock, Firstzinne und rückwärtigem Anbau, im Kern um 1600, Innentür bezeichnet mit „1612“, im 19. Jahrhundert umgebaut, im Inneren teilweise erneuert Rückgebäude, Scheune mit Steildach, bezeichnet mit „1767“, im Kern spätmittelalterlich | D-7-77-129-37 Wikidata  | weitere Bilder                                                            |
| Drehergasse 1 (Standort)                                                                       | Wohnhaus                                                                               | Viergeschossiger Giebelbau mit Flachsatteldach, Pultdachanbau, Ladeluke und Trauflaube, 19. Jahrhundert, sowie mit giebelseitig eingelassenem hölzernen Kielbogensturz, bezeichnet mit „1709“ | D-7-77-129-38 Wikidata  | weitere Bilder                                                            |
| Drehergasse 4, 4 1/2 (Standort)                                                                | Wohnhaus                                                                               | Giebelständiges Doppelhaus mit vorgezogenem Flachsatteldach, Ladeluke, verschaltem Ständerbau im nördlichen Obergeschoss, 16. Jahrhundert, und Teilstück der Stadtbefestigung, 13./14. Jahrhundert | D-7-77-129-39 Wikidata  | weitere Bilder                                                            |
| Drehergasse 8 (Standort)                                                                       | Wohnhaus                                                                               | Dreigeschossiger Giebelbau mit Steildach und segmentbogiger Ladeluke, im Kern 18. Jahrhundert | D-7-77-129-41 Wikidata  | weitere Bilder                                                            |
| Drehergasse 12 (Standort)                                                                      | Wohnhaus                                                                               | Dreigeschossiger Giebelbau mit Steildach und stichbogigen Ladeluken, im Kern 18. Jahrhundert | D-7-77-129-42 Wikidata  | weitere Bilder                                                            |
| Drehergasse 15 (Standort)                                                                      | Wohnhaus                                                                               | Dreigeschossiger Giebelbau mit Steildach, stichbogiger Ladeluke und profilierten Lichtöffnungen, im Kern 16. Jahrhundert | D-7-77-129-43 Wikidata  | weitere Bilder                                                            |
| Drehergasse 17 (Standort)                                                                      | Wohnhaus                                                                               | Viergeschossiger Giebelbau mit Flachsatteldach, weit vorgezogenem Vordach und profilierten Bügen; erste Hälfte 18. Jahrhundert | D-7-77-129-44 Wikidata  | weitere Bilder                                                            |
| Drehergasse 18 (Standort)                                                                      | Wohnhaus                                                                               | Dreigeschossiger Giebelbau mit zweigeschossigem Anbau und Satteldächern, im Kern um 1500, sowie rückwärts zwei flachrunden Anbauten der ehemaligen Stadtbefestigung, 14. Jahrhundert | D-7-77-129-45 Wikidata  | weitere Bilder                                                            |
| Drehergasse 22 (Standort)                                                                      | Wohnhaus                                                                               | dreigeschossiger Giebelbau mit Steildach und stichbogiger Ladeluke, im Kern 17./18. Jahrhundert | D-7-77-129-46 Wikidata  | weitere Bilder                                                            |
| Drehergasse 24 (Standort)                                                                      | Wohnhaus                                                                               | Dreigeschossiger Giebelbau mit vorgezogenem Flachsatteldach, im Kern 18. Jahrhundert | D-7-77-129-47 Wikidata  | weitere Bilder                                                            |
| Drehergasse 30 (Standort)                                                                      | Wohnhaus                                                                               | dreigeschossiges Traufseithaus mit Steildach und Aufzugsgaube, im Kern 17./18. Jahrhundert | D-7-77-129-48 Wikidata  | weitere Bilder                                                            |
| Drehergasse 36 (Standort)                                                                      | Wohnhaus                                                                               | dreigeschossiger Giebelbau mit vorgezogenem Flachsatteldach und Aufzugsöffnungen, 2. Hälfte 18. Jahrhundert | D-7-77-129-49 Wikidata  | weitere Bilder                                                            |
| Drehergasse 38 (Standort)                                                                      | Wohn- und Geschäftshaus                                                                | dreigeschossiger Giebelbau mit vorgezogenem Flachsatteldach, im Kern 18. Jahrhundert | D-7-77-129-50 Wikidata  | weitere Bilder                                                            |
| Drehergasse 44 (Standort)                                                                      | Wohn- und Geschäftshaus                                                                | Viergeschossiges Traufseithaus mit Satteldach und Gesimsteilung des mittleren 19. Jahrhunderts, im Kern älter | D-7-77-129-53 Wikidata  | weitere Bilder                                                            |
| Drehergasse 46, 48 (Standort)                                                                  | Wohn- und Geschäftshaus                                                                | Dreigeschossiges Doppelhaus mit geknicktem Satteldach, eingezogenem Giebel, Segmentbogenöffnungen und Ladeluken, im Kern 16./17. Jahrhundert | D-7-77-129-54 Wikidata  | weitere Bilder                                                            |
| Faulenbachgäßchen 3, 5, 7 (Standort)                                                           | Ehemalige Hintere Mühle                                                                | Kurze Häuserreihe in Traufstellung, zweigeschossige Satteldachbauten, im Kern 1582, Ende 19. Jahrhundert erneuert | D-7-77-129-55 Wikidata  | weitere Bilder                                                            |
| Floßergasse 1 (Standort)                                                                       | Wohnhaus                                                                               | Dreigeschossiger Giebelbau mit vorgezogenem Flachsatteldach mit genutetem Rauputz am Erdgeschoss, im Kern 18. Jahrhundert | D-7-77-129-58 Wikidata  | Wohnhaus                                                                  |
| Floßergasse 2 (Standort)                                                                       | Wohnhaus                                                                               | Zweigeschossiger Giebelbau mit Flachsatteldach, Rundbogenfries über dem giebelseitigen Eingang, Fresko und rückseitig verschaltem Ständerbau mit Laube, im Kern 16. Jahrhundert, sowie traufseitig mit geschnitzter Zweiflügeltür, um 1800 | D-7-77-129-59 Wikidata  | weitere Bilder                                                            |
| Floßergasse 3 (Standort)                                                                       | Wohnhaus                                                                               | Dreigeschossiger Giebelbau mit Steildach und segmentbogigem Eingang, im Kern 16. Jahrhundert | D-7-77-129-122 Wikidata | Wohnhaus                                                                  |
| Floßergasse 5 (Standort)                                                                       | Wohnhaus                                                                               | Dreigeschossiger Giebelbau mit Satteldach, Schweifgiebel und Glattputzdekor des 19. Jahrhunderts, im Kern 17./18. Jahrhundert | D-7-77-129-60 Wikidata  | Wohnhaus                                                                  |
| Floßergasse 7 (Standort)                                                                       | Wohnhaus                                                                               | Zweigeschossiger Eckbau mit vorkragendem Flachsatteldach und hohem Kniestock, im Kern 18. Jahrhundert | D-7-77-129-61 Wikidata  | Wohnhaus                                                                  |
| Floßergasse 9 (Standort)                                                                       | Wohnhaus                                                                               | Dreigeschossiger Giebelbau mit vorkragendem Flachsatteldach und Glattputzbänder, im Kern 18. Jahrhundert | D-7-77-129-62 Wikidata  | Wohnhaus                                                                  |
| Floßergasse 17 (Standort)                                                                      | Wohnhaus                                                                               | Dreigeschossiger Giebelbau mit vorgezogenem Flachsatteldach, verschaltem Giebel und vorgezogenem Hausteil, im Kern 16./17. Jahrhundert | D-7-77-129-63 Wikidata  | Wohnhaus                                                                  |
| Floßergasse 18 (Standort)                                                                      | Wohnhaus                                                                               | Dreigeschossiger Traufseitbau mit Flachsatteldach, vorkragendem Obergeschoss und aufgedoppelter Haustür in gefaster Nische, im Kern 16. Jahrhundert | D-7-77-129-64 Wikidata  | Wohnhaus                                                                  |
| Floßergasse 19 (Standort)                                                                      | Wohnhaus                                                                               | Dreigeschossiger Giebelbau mit vorgezogenem Flachsatteldach, am Firstbalken bezeichnet mit „1663“ | D-7-77-129-65 Wikidata  | Wohnhaus                                                                  |
| Floßergasse 21 (Standort)                                                                      | Wohnhaus                                                                               | Dreigeschossiger Giebelbau mit Flachsatteldach und giebelseitig auf kräftigen gekehlten Balkenköpfen vorkragendem Obergeschoss, im Kern 16./17. Jahrhundert | D-7-77-129-66 Wikidata  | Wohnhaus                                                                  |
| Floßergasse 23 (Standort)                                                                      | Wohnhaus, Doppelhaushälfte                                                             | Dreigeschossiger Flachsatteldachbau mit gesprengtem Giebel, im Kern 17./18. Jahrhundert Stadelanbau, verbretterter Ständerbau mit Flachsatteldach, 18. Jahrhundert | D-7-77-129-67 Wikidata  | Wohnhaus, Doppelhaushälfte                                                |
| Floßergasse 27 (Standort)                                                                      | Wohnhaus                                                                               | Dreigeschossiger Giebelbau mit Flachsatteldach, verschaltem Giebelfeld, kurzer, profilierter Büge und Fresko, dort bezeichnet mit „1706“ | D-7-77-129-68 Wikidata  | weitere Bilder                                                            |
| Franziskanergasse 1 (Standort)                                                                 | Wohn- und Geschäftshaus                                                                | Dreigeschossiger Giebelbau mit Steildach, Rundbogenöffnungen und Ladeluke, im Kern zweite Hälfte 17. Jahrhundert, giebelseitiges Relief bezeichnet mit „1790“ | D-7-77-129-69 Wikidata  | weitere Bilder                                                            |
| Franziskanergasse 3 (Standort)                                                                 | Wohnhaus                                                                               | Dreigeschossiger Traufseitbau mit Flachsatteldach, Aufzugsluke und Querovalfenstern, im Kern 17./18. Jahrhundert | D-7-77-129-70 Wikidata  | weitere Bilder                                                            |
| Franziskanergasse 4 (Standort)                                                                 | Wohnhaus                                                                               | Dreigeschossiger Eckbau mit Steildach, Segmentbogentür und Glattputz-Fensterumrahmung, zweites Drittel 19. Jahrhundert | D-7-77-129-71 Wikidata  | weitere Bilder                                                            |
| Franziskanergasse 5 (Standort)                                                                 | Wohn- und Geschäftshaus                                                                | Dreigeschossiger Giebelbau mit vorkragendem Flachsatteldach, im Kern 17./18. Jahrhundert | D-7-77-129-72 Wikidata  | weitere Bilder                                                            |
| Franziskanergasse 7 (Standort)                                                                 | Altes Pfarrhaus                                                                        | Dreigeschossiger Traufbau mit Steildach, Segmentbogenöffnungen und Fassadenstuck, im Kern 16. Jahrhundert, seit 1632 Pfarrhaus | D-7-77-129-73 Wikidata  | weitere Bilder                                                            |
| Franziskanergasse 14 (Standort)                                                                | Wohnhaus                                                                               | Viergeschossiger Giebelbau mit Steildach, im Kern 16. Jahrhundert, Ladenfassade zweite Hälfte 19. Jahrhundert | D-7-77-129-74 Wikidata  | weitere Bilder                                                            |
| Franziskanergasse 16 (Standort)                                                                | Wohnhaus                                                                               | Dreigeschossiger Giebelbau mit Ladeluke und Segmentbogentür, im Kern wohl 16. Jahrhundert, sowie traufseitig Holztür, 19. Jahrhundert | D-7-77-129-76 Wikidata  | weitere Bilder                                                            |
| Franziskanerplatz 1 (Standort)                                                                 | Franziskanerkloster in baulicher Verbindung zur Franziskanerkirche                     | Zweigeschossige Zweiflügelanlage mit abgewalmten Satteldächern, Westflügel 1629–31 durch Georg Schmuzer errichtet, Südflügel mit ehemaligem Bräuhaus 1711–14 durch Johann Jakob Herkommer ergänzt, Hauskapelle im Westflügel; mit Ausstattung Klostergarten, barocke Anlage Teilstücke der Stadtbefestigung, an der Innenseite Fresko des 18. Jahrhunderts | D-7-77-129-77 Wikidata  | weitere Bilder                                                            |
| Franziskanerplatz 3 (Standort)                                                                 | Katholische Franziskanerkirche St. Stephan, seit 1628 Klosterkirche, seit 1913 Konvent | Saalbau mit Satteldach, östlichem Dachreiter mit Zwiebelhaube und eingezogenem Chor, 1763/64 Neubau in Anlehnung an Pläne von Franz Karl Fischer, 1767 Weihe; mit Ausstattung | D-7-77-129-78 Wikidata  | weitere Bilder                                                            |
| Franziskanerplatz 5 (Standort)                                                                 | Wohnhaus                                                                               | Zwei- und dreigeschossiges Doppelhaus, in baulicher Verbindung zum Bleichertor, mit Satteldächern und drei Treppengiebeln, neugotisch, um 1830 erbaut | D-7-77-129-79 Wikidata  | weitere Bilder                                                            |
| Glückstraße 2 (Standort)                                                                       | Villa                                                                                  | Zweigeschossiger Mansarddachbau mit Balkonen und neoklassizistischer Wandgliederung, um 1870 | D-7-77-129-81 Wikidata  | weitere Bilder                                                            |
| Hintere Gasse 15 (Standort)                                                                    | Wohnhaus                                                                               | Dreigeschossiger Traufseitbau mit Satteldach, Korbbogentor und Putzgliederungen des 19. Jahrhunderts, im Kern älter | D-7-77-129-84 Wikidata  | weitere Bilder                                                            |
| Hintere Gasse 17 (Standort)                                                                    | Wohnhaus                                                                               | Zweigeschossiger Traufseitbau mit Satteldach, Zwerchgiebel, gestemmter Füllungstür mit Oberlichtgitter, in der Erscheinungsweise biedermeierlich, um 1835/40, im Kern älter | D-7-77-129-85 Wikidata  | weitere Bilder                                                            |
| Jesuitergasse 7 (Standort)                                                                     | Wohnhaus                                                                               | Wohnhaus, schmaler dreigeschossiger Traufseitbau mit Satteldach und spätklassizistischer Haustür, im Kern um 1481 (dendrochronologisch datiert) mit Umbauten im 17. Jh. und 1759/60 (dendrochronologisch datiert). | D-7-77-129-88 Wikidata  | weitere Bilder                                                            |
| Kaiser-Maximilian-Platz 1 (Standort)                                                           | Wohnhaus                                                                               | Jetzt teils Touristinformation, Eckgebäude, dreigeschossiger Zweiflügelbau mit flachem Walmdach, flachen Zwerchgiebeln und neuklassizistischer Fassadengliederung, um 1860/75 | D-7-77-129-10 Wikidata  | weitere Bilder                                                            |
| Kaiser-Maximilian-Platz 6 (Standort)                                                           | Villa Hoffmann                                                                         | Zweigeschossiger Schopfwalmdachbau mit halbrundem Eckerker mit Zeltdach, Zwerchhaus, Balkon, Rundbogenöffnungen und Fresko, neubarock, nach 1900, sowie mit Teilstück der ehemaligen Stadtbefestigung, 14. Jahrhundert | D-7-77-129-12 Wikidata  | weitere Bilder                                                            |
| Kalvarienberg (Standort)                                                                       | Kalvarienberg                                                                          | Gestaltung des Hutlerbergs seit 1837 mit Errichten eines Gipfelkreuzes durch Pfarrer Johann Baptist Graf, 1842 geweiht Kapelle, in den Dreiseitschluss der katholischen Filialkirche zu Unserer Lieben Frau am Berg integriert, Mitte 19. Jahrhundert Ölberggrotte, in den Fels gehauene Grotte mit Resten eines Altars, 1852 Kreuzwegstationen, sechs Kapellen mit Satteldächern und Spitzbogenöffnungen, 1849–86 nach Plänen von Georg Friedrich Ziebland bzw. von Franz Fichtl erbaut; mit Ausstattung Denkmal, oberhalb der zweiten Station am Weg errichteter Sandsteinpfeiler für Pfarrer Graf in Form einer Fiale, neugotisch, 1864 Marienkapelle, Satteldachbau mit Treppengiebel, oktogonalem Giebelreiter, Vorhalle, spitzbogigen Öffnungen, 1840–42 nach Plänen von Franz Fichtl erbaut, 1849 nach Westen verlängert Daran beidseitig angebaute Kreuzwegstationen, zinnenbekrönte Massivbauten mit Spitzbogenöffnungen, 1849/50 ebenfalls nach Plänen Fichtls errichtet; mit Ausstattungen Kerker, Massivbau mit Spitzbogenöffnungen, Vordach und schmiedeeisernen Gittern am Fuß der Bergspitze von zwei Stationen flankiert, 1861 nach Plänen Fichtls erbaut; mit Ausstattung Grabkapelle, von Steinmauer eingerahmter Gang in die Bergkuppe hinein, 1842/43; mit Ausstattung Kreuzkapelle, in die Bergkuppe integrierter Raum mit segmentbogigen Zugängen und Natursteinmauerwerk, 1859 nach Ideen Grafs ausgeführt; mit Ausstattung Panoramakapelle, zweistöckiger Bau, direkt an die Kreuzkapelle im Rahmen der Gipfelzonenerweiterung angebaut, mit Spitzbogenöffnungen, 1859; mit Ausstattung | D-7-77-129-190 Wikidata | weitere Bilder                                                            |
| Karlstraße 1, 1 1/2, 2, 3, 4, 5, 5 1/2, 6, 6 1/2, 7, 8, 9, 10, 11, 12 (Standort)               | Teil der Arbeiterwohnsiedlung der Hanfwerke Füssen-Immenstadt                          | Dreigeschossige Massivbauten mit Sattel- und Mansardwalmdächern mit Gesimsbändern sowie teilweise mit Zwerchgiebeln und Risaliten, historistisch, ab 1878 errichtet, vergleiche auch Marienstraße 6/7/8, 6 1/2, 10/11/12, 10 1/2, 12 1/2, 14/15/16, 14 1/2, 16 1/2 sowie Theresienstraße 1, 3, 5, 7, 9, 11 und 13 | D-7-77-129-90 Wikidata  | Teil der Arbeiterwohnsiedlung der Hanfwerke Füssen-Immenstadt             |
| Kemptener Straße 2 (Standort)                                                                  | Villa                                                                                  | Dreigeschossiger Mansardwalmdachbau mit Zwerchhaus mit Firstaufsatz, Giebel, Erker, Balkon und neubarocker Wandgliederung, 1901 | D-7-77-129-91 Wikidata  | weitere Bilder                                                            |
| Klosterstraße 3; Nähe Blutanger; Nähe Franziskanerplatz; Nähe Klosterstraße (Standort)         | Katholische Friedhofskirche St. Sebastian                                              | Vorgängerbau als Kapelle 1507 errichtet, seit 1528 Friedhofskirche, Sakristei, 1683 durch Johann Schmuzer angebaut, Saalbau mit Satteldach, gerundeten Spitzbogen-, Hochoval- und breiten Halbkreisfenstern sowie Nordturm mit Steildach, 1700 Plan eines Neubaus von Johann Jakob Herkommer, jedoch erst ab 1721 Erneuerung des Langhauses durch Mang Schuster nach Entwürfen von Johann Georg Fischer unter Bewahrung des ursprünglichen Chores, Weihe 1725; mit Ausstattung Friedhof, 1528 angelegt mit Friedhofsmauer, 18./19. Jahrhundert mit integrierten Grabdenkmalen, Ende 18. und erste Hälfte 19. Jahrhundert | D-7-77-129-93 Wikidata  | weitere Bilder                                                            |
| Klosterstraße 6 (Standort)                                                                     | Ehemaliger Gartenpavillon                                                              | Jetzt in die südliche Ecke eines Wohnhauses des 19. Jahrhunderts integriert, mit Mansardhaube und Wetterfahne mit Füssener Wappen, bezeichnet mit „1740“ | D-7-77-129-94 Wikidata  | Ehemaliger Gartenpavillon                                                 |
| Klosterstraße 10 (Standort)                                                                    | Villa                                                                                  | Dreigeschossiger Schopfwalmdachbau mit Balkonen und Jugendstilornamenten, um 1905 | D-7-77-129-95 Wikidata  | weitere Bilder                                                            |
| Ländeweg (Standort)                                                                            | Grenzmarkierung                                                                        | Oben ein in den Felsen gehauenes Wappen mit der Jahreszahl 1773, das links das österreichische Bindenschild, rechts das Wappen des Hochstifts Augsburgs an der „Hangenden Wand“ zeigt. Die untere Felsmarkierung bezieht sich auf den Grenzvertrag zwischen dem Königreich Bayern und Österreich von 1844. Am Weg links des Lechs südwestlich von Bad Faulenbach | D-7-77-129-96 Wikidata  | Grenzmarkierung                                                           |
| Lechhalde 2, 2 1/2 (Standort)                                                                  | Wohn- und Geschäftshaus                                                                | Dreigeschossiger Giebelbau mit Flachsatteldach, Ladeluke sowie unregelmäßigen Öffnungen und Nischen an der südlichen Traufseite, Anfang 16. Jahrhundert | D-7-77-129-97 Wikidata  | weitere Bilder                                                            |
| Lechhalde 3, Magnusplatz 1, 3 (Standort)                                                       | Ehemaliges Benediktinerkloster St. Mang, seit 1909 Rathaus und Museum                  | Umfangreiche, teils unregelmäßige Vierflügelanlage mit drei unterschiedlich großen Innenhöfen, Walmdächern, unterschiedlicher Geschosszahl und -höhe sowie Rund- und Flacherkern teils mit Hauben Ein- und zweigeschossiger Nordflügel, dreigeschossiger Ostflügel mit Rundbogeneinfahrt mit darüberliegendem Frssko, 1732 wohl von Johann Heel, und Zwerchhaus mit geschwungenem Giebel, langgestreckter drei- und viergeschossiger Südflügel als Schaufassade mit drei Querbauten, Rundbogen- und Ovalfenstern, Mitte 9. Jahrhundert Ursprungsbau, im frühen 13. Jahrhundert erweitert und im 15./16. Jahrhundert teils erneuert, 1687 erste Pläne von Michael Natter zum Neubau, jedoch erst ab 1697 nach Vorlage neuer Entwürfe durch Johann Jakob Herkommer begonnen, ab 1701 Johann Georg Fischer beteiligt, 1717 Rohbau vollendet Katholische Stadtpfarrkirche St. Mang, ehemalige Benediktinerkirche, Saalbau mit abgewalmten Satteldächern, laternenbekrönter Vierungskuppel, Nordturm mit Satteldach, Bruchsteinmauerwerk im Unterbau um 1200, 1554 Obergeschoss wiederhergestellt, sowie mit dreigeteilten Halbkreisfenstern, von der Mitte des 8. Jahrhunderts durch den hl. Magnus errichteten Kapelle vermutlich Reste der Außenmauern in der bestehenden Ostkrypta erhalten, 816–830 und Mitte 11. Jahrhundert Vorgängerbau errichtet sowie um 1200 nach Westen verlängert, 1701 barocker Neubau nach Entwürfen von Johann Jakob Herkommer begonnen und 1726 unter Johann Georg Fischer vollendet; Katholische Kapelle St. Anna, kastenförmiger Saalbau, im Kern mittelalterlich, 1700/01 durch Johann Jakob Herkommer erneuert | D-7-77-129-98 Wikidata  | weitere Bilder                                                            |
| Lechhalde 4 (Standort)                                                                         | Wohn- und Geschäftshaus                                                                | Dreigeschossiger Giebelbau mit Steildach, Korbbogen- und Rundbogenöffnungen, im Kern wohl erste Hälfte 16. Jahrhundert | D-7-77-129-99 Wikidata  | weitere Bilder                                                            |
| Lechhalde 6 (Standort)                                                                         | Wohn- und Geschäftshaus                                                                | Dreigeschossiger Giebelbau mit Steildach, spätgotischem Giebelfeld mit Rundbogenblenden und drei Kielbogenöffnungen, Anfang 16. Jahrhundert, Dachwerk bezeichnet mit „1603“, sowie mit Muttergottesfresko und Fensterrahmungen, Mitte 19. Jahrhundert | D-7-77-129-100 Wikidata | weitere Bilder                                                            |
| Lechhalde 8 (Standort)                                                                         | Wohn- und Geschäftshaus                                                                | Vorher Pfarrhaus, ehemaliges Klostergymnasium, dreigeschossiger Traufseitbau mit Satteldach, Flacherker, Wandgliederung und Segmentbogenöffnung, im Kern spätgotisch, 1914 historisierend erneuert | D-7-77-129-101 Wikidata | weitere Bilder                                                            |
| Lechhalde 10 (Standort)                                                                        | Wohn- und Geschäftshaus                                                                | Viergeschossiger Giebelbau mit Satteldach, Firstaufsatz, im Kern 17. Jahrhundert, und geschnitzter Haustür, um 1800 | D-7-77-129-102 Wikidata | weitere Bilder                                                            |
| Magnusplatz 2 (Standort)                                                                       | Wohn- und Geschäftshaus                                                                | Viergeschossiger Giebelbau mit Steildach und Firstaufsatz, 16./17. Jahrhundert | D-7-77-129-106 Wikidata | weitere Bilder                                                            |
| Magnusplatz 4 (Standort)                                                                       | Wohn- und Geschäftshaus                                                                | Viergeschossiger Giebelbau mit Satteldach, Firstaufsatz und Wetterfahne, 16./17. Jahrhundert | D-7-77-129-107 Wikidata | weitere Bilder                                                            |
| Magnusplatz 6 (Standort)                                                                       | Wohn- und Geschäftshaus                                                                | Viergeschossiger Giebelbau mit Steildach und Giebel durch steigende Kleeblattbögen, zwei Aufzugsöffnungen und zwei Fenster gegliedert, Ende 15. Jahrhundert | D-7-77-129-108 Wikidata | weitere Bilder                                                            |
| Magnusplatz 10 (Standort)                                                                      | Hohes Schloss                                                                          | Dreiflügelanlage um einen langgestreckten Hof auf einem gen Norden, Süden und Westen steil abfallenden Plateau, 1269–92 Erbauung, 1322 erweitert und 1363 in die Stadtbefestigung einbezogen, 1486–1505 eingreifende Umbauten unter Bischof Friedrich II. von Zollern, 1499 wohl von Fidelis Eichele illusionistische Wandmalereien an den Hoffassaden ausgeführt Westflügel, mittig fünfgeschossiger Gefängnisturm mit Zeltdach als westlich halbrund ausspringender Bergfried mit gerader Flucht zur Hofseite wohl noch 1291 erbaut, mit beidseitig drei- und viergeschossigen Verbindungsflügeln mit Satteldächern, einzelne Geschosse aus verschiedenen Bauabschnitten sowie nördlich kleiner Erker auf Kragsteinen mit Kegeldach und an der Nordwestecke mit Storchenturm, ursprünglich Hohes Haus genannt, bis 1292 errichtet, mit Satteldach und fialenbesetztem Treppengiebel, 1322–63 erhöht Nordflügel, sogenannter Fürstenflügel, 1269–92 Umfassungsmauern bis ins erste Stockwerk errichtet, wohl seit 1494 um zweites Geschoss erhöht und nach Osten verlängert, dreigeschossiger Satteldachbau mit fialenbesetztem Ostgiebel, hofseitig mit spitzbogigen Portalen und dreiseitig vorspringendem Treppenturm, dessen östlich anschließender Treppenlauf wohl im späten 17. Jahrhundert unter Verwendung eines spätgotischen Portals, um 1500, errichtet wurde, sowie an der Nordostecke Dreifaltigkeitsturm mit Treppengiebeln mit schlanken Zinnen, 1486–1503 erbaut Südflügel, seit 1862/63 Behördensitz, 1269–92 unterer Teil der Umfassungsmauern des westlichen Drittels und gesamte Südmauer erbaut, 1322–63 Erhöhung und Verlängerung nach Osten, 1486–1505 Ostgiebelwand und Veitskapelle, dreigeschossiger Satteldachbau mit Treppengiebeln, der östliche mit Fialen, der westliche mit Erker, mit 1842 erneuertem Türmchen mit Spitzhelm an der Südfront und hofseitig hoher Standgaube, in der Nordwestecke mit dreiseitig vorspringendem zweigeschossigen Treppenturm mit siebenseitigem Spitzhelm und über dem Mittelportal Steinrelief wohl von Jörg Lederer, bezeichnet mit „1503“, sowie mit östlich angebauter katholischer Kapelle St. Veit, um 1490 errichtet und 1683 durch Johann Schmuzer barockisiert; mit Ausstattung Innerer Mauerring mit Wehrgang, südöstliche Mauer in drei Abschnitten erbaut, 1269–92 zum ersten Absatz, 1322–63 bis zum zweiten Absatz, 1486–1505 oberster Teil in Backstein, mit Fallturm, gen Süden halbrund und mit Zinnenbekrönung abgeschlossen, zeitgleich zu den Bauabschnitten erhöht, mit Torturm im Osten mit außen rundbogiger, innen spitzbogiger Durchfahrt und Zinnengiebel, 13. Jahrhundert erstes, 1322–63 zweites bis viertes, 1486–1505 fünftes und sechstes Obergeschoss, mit Treppenturm in der Ecke zum Nordflügel, um 1500 Äußerer Mauerring, Mauerzug zwischen Torturm und äußerem Burgtor, überwiegend 1322–63 errichtet, 1862 um mehr als die Hälfte abgetragen, mit sogenanntem Törlein neben dem Torturm, mit unterhalb davon rechteckigem Mauerturm mit 1864 erneuertem Zinnenkranz, östliche Sperrmauer an der Südseite des Schlosses mit rundbogiger Durchfahrt und außen Wappen Bischof Friedrich II., gedrückt spitzbogiges äußeres Burgtor mit seitlich niedrigem Turm mit Kegeldach, 1486–1505 erbaut, als westlicher Abschluss des Zwingers sogenannte Lange Stiege, ehemals offener Wehrgang der Stadtmauer, 1269–92, gleichzeitige Mauer des westlichen Zwingers 1486–89 erhöht | D-7-77-129-109 Wikidata | weitere Bilder                                                            |
| Magnustritt, Nähe Lech; Nähe Ländeweg (Standort)                                               | „Magnustritt“                                                                          | Sogenannter Magnustritt, zwei schuhförmige Vertiefungen am Lechfall, bezeichnet mit „1726“ Eisernes Kreuz, bezeichnet mit „1730“, mit Begleitfiguren Denkmal, Büste König Maximilians II. im gegenüberliegenden Felsen, bezeichnet mit „1866“ | D-7-77-129-193 Wikidata | „Magnustritt“                                                             |
| Marienstraße 6, 6 1/2, 7, 8, 10, 10 1/2, 11, 12, 12 1/2, 14, 14 1/2, 15, 16, 16 1/2 (Standort) | Teile der ehemaligen Arbeiterwohnsiedlung der Hanfwerke Füssen-Immenstadt              | Dreigeschossige Massivbauten mit Sattel- und Mansardwalmdächern mit Gesimsbändern sowie teilweise mit Zwerchgiebeln und Risaliten, historistisch, ab 1878 errichtet, vergleiche auch Karlstraße 1–12 sowie Theresienstraße 1, 3, 5, 7, 9, 11 und 13 | D-7-77-129-123 Wikidata | Teile der ehemaligen Arbeiterwohnsiedlung der Hanfwerke Füssen-Immenstadt |
| Mühlbachgasse 4, 6, 9, 15, 17 (Standort)                                                       | Ehem. mechanische Seilerwarenfabrik Füssen                                             | später Hanfwerke Füssen-Immenstadt AG, mehrteilige Anlage in stadtbildprägender Lage auf dem Lechgries: Drei langgestreckte zwei- und dreigeschossige und in Teilen erhaltene Stangenbauten aus Natursteinquadern bzw. mit Putzfassaden mit einfacher Fassadengliederung, Mitteltrakt im Kern 1862/64, ostseitig angefügter zweigeschossiger Verwaltungsbau mit Zeltdach, Gauben, Rundbogenfenstern und Gesimsband in Formen des Heimatschutzstils, 1916, Nordtrakt um 1900, Südtrakt in Formen des geometrischen Jugendstils, mit Uhrturm, um 1910; Verbindungsbrücken, genietete Stahlfachwerkkonstruktionen, teilweise modern verkleidet, um 1900/1910; Werkstättengebäude, langgestreckter zweigeschossiger Satteldachbau, um 1925; Kesselhaus Betonrasterbau, nach 1900. | D-7-77-129-124 Wikidata | Ehem. mechanische Seilerwarenfabrik Füssen                                |
| Ottostraße 1 (Standort)                                                                        | Villa                                                                                  | Zweigeschossiger Massivbau mit überstehendem Satteldach, Erkerturm mit Zeltdach, rückwärtig hölzernen Arkaden und Balkonen auf erdgeschossigem Erker, Neurenaissance, um 1900 Einfriedung, gemauerte Pfeiler mit schmiedeeisernem Zaun, gleichzeitig | D-7-77-129-126 Wikidata | weitere Bilder                                                            |
| Prinzregentenplatz (Standort)                                                                  | Luitpolddenkmal                                                                        | Denkmal für den Prinzregenten Luitpold, Bronzefigur mit Sockelreliefs nach Entwurf von Alois Mayer durch Hans Clement gegossen, bezeichnet mit „1902“ | D-7-77-129-103 Wikidata | weitere Bilder                                                            |
| Reichenstraße 1, 1 a (Standort)                                                                | Wohn- und Geschäftshaus                                                                | Dreigeschossiges traufständiges Eckhaus mit Satteldach, im Kern wohl 17. Jahrhundert, und Erker auf Halbsäule, um 1930 | D-7-77-129-127 Wikidata | Wohn- und Geschäftshaus                                                   |
| Reichenstraße 3 (Standort)                                                                     | Wohn- und Geschäftshaus                                                                | Viergeschossiger Giebelbau mit Flachsatteldach und Gesimsbändern, über älterem Kern Mitte 19. Jahrhundert erneuert | D-7-77-129-110 Wikidata | Wohn- und Geschäftshaus                                                   |
| Reichenstraße 5 (Standort)                                                                     | Wohn- und Geschäftshaus                                                                | Viergeschossiger Giebelbau mit Steildach, Firstaufsatz, im Kern 16./17. Jahrhundert, und Gesimsgliederung des 19. Jahrhunderts | D-7-77-129-111 Wikidata | Wohn- und Geschäftshaus                                                   |
| Reichenstraße 7 (Standort)                                                                     | Wohn- und Geschäftshaus                                                                | Schmaler viergeschossiger Giebelbau mit Steildach und spätgotischem Treppengiebel mit schlüsselschartenförmigen Durchbrechungen und großen Maßwerkblenden, um 1500 | D-7-77-129-112 Wikidata | Wohn- und Geschäftshaus                                                   |
| Reichenstraße 8 (Standort)                                                                     | Wohn- und Geschäftshaus                                                                | Dreigeschossiger Traufseitbau mit Steildach, Korbbogeneinfahrt und Eckquaderung, im Kern 16./17. Jahrhundert | D-7-77-129-113 Wikidata | weitere Bilder                                                            |
| Reichenstraße 10 (Standort)                                                                    | Wohn- und Geschäftshaus                                                                | Dreigeschossiger Traufseitbau mit Satteldach, im Kern 16. Jahrhundert, und historistischer Wandgliederung, 1830/40 erneuert | D-7-77-129-114 Wikidata | weitere Bilder                                                            |
| Reichenstraße 16 (Standort)                                                                    | Wohn- und Geschäftshaus                                                                | Dreigeschossiger Traufseitbau mit Steildach, im Kern 16. Jahrhundert | D-7-77-129-115 Wikidata | weitere Bilder                                                            |
| Reichenstraße 18 (Standort)                                                                    | Wohn- und Geschäftshaus                                                                | Dreigeschossiger Traufseitbau mit Satteldach, Zwerchgiebel und neuklassizistischer Wandgliederung, um 1870/90, im Kern wohl älter | D-7-77-129-117 Wikidata | weitere Bilder                                                            |
| Reichenstraße 20, 22 (Standort)                                                                | Wohn- und Geschäftshaus                                                                | Dreigeschossiger Traufseitbau mit Satteldach, korbbogiger Toreinfahrt, im Kern um 1700, und mit Hausfigur, Anton Sturm zugeschrieben, in Kartusche bezeichnet mit „1716“ | D-7-77-129-128 Wikidata | weitere Bilder                                                            |
| Reichenstraße 21 (Standort)                                                                    | Wohn- und Geschäftshaus                                                                | Dreigeschossiger Traufseitbau mit Satteldach und Neurenaissancegliederung, zweite Hälfte 19. Jahrhundert | D-7-77-129-118 Wikidata | weitere Bilder                                                            |
| Reichenstraße 23 (Standort)                                                                    | Wohn- und Geschäftshaus                                                                | Dreigeschossiger Traufseitbau mit Satteldach, im Kern 16./17. Jahrhundert, sowie mit Rosettenfries und Zahnfries, Fassade drittes Viertel 19. Jahrhundert | D-7-77-129-129 Wikidata | weitere Bilder                                                            |
| Reichenstraße 29 (Standort)                                                                    | Sandsteinrelief                                                                        | Muttergottes, um 1500 | D-7-77-129-130 Wikidata | Sandsteinrelief                                                           |
| Reichenstraße 31 (Standort)                                                                    | Katholische Krippkirche St. Nikolaus                                                   | Saalbau mit Satteldach mit Dachreiter, geschweiftem Volutengiebel, Hochoval- und Rundbogenfenstern sowie Mittelachse als korbbogiger Nische, 1611 Vorgängerbau errichtet, 1717 Neubau durch Johann Jakob Herkommer, bis 1718 durch Johann Georg Fischer vollendet; mit Ausstattung | D-7-77-129-119 Wikidata | weitere Bilder                                                            |
| Ritterstraße 1 (Standort)                                                                      | Giebelhaus                                                                             | Haus mit Firstaufsatz, wohl 16./17. Jahrhundert, Haustür um 1800. | D-7-77-129-131 Wikidata | weitere Bilder                                                            |
| Ritterstraße 2, 4 (Standort)                                                                   | Wohn- und Geschäftshaus                                                                | zweigeschossiger Traufseitbau mit Satteldach, Stichbogendurchfahrt und Maueransatz des 1837/39 abgebrochenen Rathauses, 2. Hälfte 19. Jh.; Flachdachstadel, 18./19. Jh. | D-7-77-129-132 Wikidata | weitere Bilder                                                            |
| Ritterstraße 3 (Standort)                                                                      | Giebelhaus                                                                             | Giebelhaus, Firstaufsatz, im Kern 16./17. Jahrhundert | D-7-77-129-133 Wikidata | weitere Bilder                                                            |
| Ritterstraße 5 (Standort)                                                                      | Giebelhaus                                                                             | Giebelhaus, Firstaufsatz, im Kern 16./17. Jahrhundert | D-7-77-129-134 Wikidata | weitere Bilder                                                            |
| Ritterstraße 7 (Standort)                                                                      | Giebelhaus                                                                             | Giebelhaus, Firstaufsatz, im Kern 16./17. Jahrhundert | D-7-77-129-135 Wikidata | Giebelhaus                                                                |
| Ritterstraße 9 (Standort)                                                                      | Giebelhaus                                                                             | Giebelhaus, im Kern 17./18. Jahrhundert, erneuert. | D-7-77-129-136 Wikidata | weitere Bilder                                                            |
| Ritterstraße 10 (Standort)                                                                     | Giebelständiges Flachdachhaus                                                          | Giebelständiges Flachdachhaus, Färberlaube unter dem First, im Kern 2. Hälfte 17. Jahrhundert | D-7-77-129-137 Wikidata | weitere Bilder                                                            |
| Ritterstraße 11 (Standort)                                                                     | Giebelhaus                                                                             | Leicht vorspringendem Fassadenteil, 17. Jahrhundert | D-7-77-129-138 Wikidata | weitere Bilder                                                            |
| Ritterstraße 13 (Standort)                                                                     | Wohn- und Geschäftshaus                                                                | Wohn- und Geschäftshaus, dreigeschossiger Giebelbau, 17. Jh., mit abgeschlepptem Satteldach, um 1910 umgebaut. | D-7-77-129-139 Wikidata | Wohn- und Geschäftshaus                                                   |
| Ritterstraße 14 (Standort)                                                                     | Ehemalige Vordere Färbe                                                                | Eckhaus mit Halbwalmdach, 17. Jahrhundert und erstes Drittel 19. Jahrhundert | D-7-77-129-140 Wikidata | weitere Bilder                                                            |
| Ritterstraße 15 (Standort)                                                                     | Traufseithaus                                                                          | Zwerchgiebel, um 1840/50, im Kern wohl 1569. | D-7-77-129-141 Wikidata | Traufseithaus                                                             |
| Ritterstraße 17 (Standort)                                                                     | Traufseithaus                                                                          | Leicht vorkragende Fensterbahn, im Kern 16. Jahrhundert | D-7-77-129-142 Wikidata | weitere Bilder                                                            |
| Ritterstraße 25 (Standort)                                                                     | Nebengebäude                                                                           | Ehemalige Färberei, erbaut angeblich 1812, Flachdach, Trockengerüst unter der Traufe und Mauerreste des 1812 abgebrochenen Rittertores; siehe Stadtbefestigung. | D-7-77-129-143 Wikidata | weitere Bilder                                                            |
| Rupprechtstraße 1 (Standort)                                                                   | Finanzamt                                                                              | Mansarddachhaus mit reicher Fassadengliederung, neubarock, um 1900. | D-7-77-129-144 Wikidata | weitere Bilder                                                            |
| Schrannengasse 5 (Standort)                                                                    | Giebelhaus                                                                             | Profilierte Rundbogenöffnung im Erdgeschoss, Mitte 16. Jahrhundert; Ausleger des ehemaligen Gasthofs „Rose“, umgearbeitet. | D-7-77-129-145 Wikidata | weitere Bilder                                                            |
| Schrannengasse 7 (Standort)                                                                    | Ehemalige Bischöflich Augsburgische Stadtvogtei                                        | Jetzt Katholisches Gesellenhaus, Giebelhaus, mit Rundbogeneingang unter zurückspringenden Fensterachsen, hofseitig Renaissancearkaden, erste Hälfte 16. Jahrhundert; mit Ausstattung | D-7-77-129-146 Wikidata | weitere Bilder                                                            |
| Schrannengasse 8 (Standort)                                                                    | Traufseithaus                                                                          | Haus mit spätgotischer Balkendecke. | D-7-77-129-147 Wikidata | weitere Bilder                                                            |
| Schrannengasse 9 (Standort)                                                                    | Traufseithaus                                                                          | Traufseithaus, Mitte 16. Jahrhundert | D-7-77-129-148 Wikidata | weitere Bilder                                                            |
| Schrannengasse 10 (Standort)                                                                   | Weizenbrauerei                                                                         | Weizenbrauerei, Giebelhaus, 16. Jahrhundert | D-7-77-129-149 Wikidata | weitere Bilder                                                            |
| Schrannengasse 11 (Standort)                                                                   | Giebelhaus                                                                             | Steilsatteldach, gefaster Korbgogeneingang, Ladengaube und Halbgiebel, 16./17. Jahrhundert | D-7-77-129-150 Wikidata | weitere Bilder                                                            |
| Schrannengasse 12 (Standort)                                                                   | Ehemaliges Kornhaus                                                                    | Ehemaliges Kornhaus (Feuerhaus), erbaut 1483, mit Pultdachaufgang und Uhrtürmchen, um 1570 aufgebaut. | D-7-77-129-151 Wikidata | weitere Bilder                                                            |
| Schrannengasse 13 (Standort)                                                                   | Biedermeierhaus                                                                        | Biedermeierhaus, Zwerchgiebel in Traufstellung, um 1835/50. | D-7-77-129-152 Wikidata | weitere Bilder                                                            |
| Schrannengasse 15 (Standort)                                                                   | Steilgiebelhaus                                                                        | Im Kern zweite Hälfte 16. Jahrhundert, Giebelfries zweite Hälfte 19. Jahrhundert | D-7-77-129-153 Wikidata | weitere Bilder                                                            |
| Schrannengasse 17 (Standort)                                                                   | Gasthof                                                                                | Stattliches Giebelhaus mit Rundbogeneingeang, im Kern 16./17. Jahrhundert | D-7-77-129-154 Wikidata | weitere Bilder                                                            |
| Schwangauer Straße (am Ortsausgang Richtung Schwangau, an der Südseite der Straße) (Standort)  | Bildstock                                                                              | Im 19. Jahrhundert erneuert | D-7-77-129-191 Wikidata | Bildstock                                                                 |
| Schwangauer Straße (östlich der Stadt bei Erlisholz, an der Südseite der Straße) (Standort)    | Grenzstein                                                                             | mit Wappen des Hochstifts Augsburg und des Kurfürstentums Pfalz-Bayern, bezeichnet mit „1785“ | D-7-77-129-192 Wikidata | weitere Bilder                                                            |
| Schwangauer Straße 1 (Standort)                                                                | Ehemaliges Gasthaus                                                                    | Stattliches Eckhaus an der Lechbrücke, mit Steilsatteldach und Korbbogeneingang, im Kern 17./18. Jahrhundert | D-7-77-129-155 Wikidata | weitere Bilder                                                            |
| Schwangauer Straße 2 (Standort)                                                                | Giebelhaus                                                                             | Neurenaissance-Gliederung, im Kern älter | D-7-77-129-156 Wikidata | weitere Bilder                                                            |
| Schwangauer Straße 15 (Standort)                                                               | Wohnhaus                                                                               | Walmdachbau mit gesprengtem, flachem Mansard-Giebel, erstes Viertel 19. Jahrhundert | D-7-77-129-158 Wikidata | Wohnhaus                                                                  |
| Klosterstraße 2, Sebastianstraße 6, 8, 10, 12 (Standort)                                       | Arbeiter-Wohnanlage der Hanfwerke Füssen-Immenstadt                                    | malerischer Jugendstil, 1905 von Johannes Schobloch (München). | D-7-77-129-214 Wikidata | weitere Bilder                                                            |
| Spitalgasse 2 (Standort)                                                                       | Katholische Spitalkirche Hl. Geist                                                     | Zentralisierender Bau mit bemalter Nordfassade, erbaut 1748/49 von Franz Karl Fischer; mit Ausstattung | D-7-77-129-160 Wikidata | weitere Bilder                                                            |
| Spitalgasse 4 (Standort)                                                                       | Ehemalige Stadtmühle                                                                   | Neues Spital, dreigeschossiges Walmdachhaus, 1774 über älterem Kern erbaut, 1854 Obergeschoss aufgesetzt | D-7-77-129-161 Wikidata | weitere Bilder                                                            |
| Spitalgasse 6, 4 (Standort)                                                                    | Ehem. Altes Spital                                                                     | 1465 gestiftet, dreigeschossiger Eckbau mit Steildach, Rundbogenöffnungen und Ladeluke, auf spätgotischem Vorgängerbau um 1630 durch Tobias Brait errichtet, nach Brand 1735 durch Johann Peter Höß wiederaufgebaut. | D-7-77-129-162 Wikidata | weitere Bilder                                                            |
| Spitalgasse 9 (Standort)                                                                       | Giebelhaus                                                                             | Flachdachbau, im Kern 18. Jahrhundert, Bemalung mit Jugendstilelementen. | D-7-77-129-164 Wikidata | weitere Bilder                                                            |
| Spitalgasse 11 (Standort)                                                                      | Giebelhaus                                                                             | Flachdach und Kopfbüge, im Kern 18. Jahrhundert | D-7-77-129-165 Wikidata | Giebelhaus                                                                |
| Spitalgasse 13, 13 1/2 (Standort)                                                              | Wohnhaus                                                                               | Wohnhaus, dreigeschossiger Giebelbau mit Flachsatteldach, im Kern 18. Jh. | D-7-77-129-166 Wikidata | weitere Bilder                                                            |
| Spitalgasse 14 (Standort)                                                                      | Giebelhaus                                                                             | Flachdachbau über spätgotischem Kern. | D-7-77-129-167 Wikidata | Giebelhaus                                                                |
| Spitalgasse 16 (Standort)                                                                      | Giebelhaus                                                                             | Flachdach und geschnitzte Haustür, um 1800, im Kern 17./18. Jahrhundert | D-7-77-129-169 Wikidata | weitere Bilder                                                            |
| Spitalgasse 17 (Standort)                                                                      | Giebelhaus                                                                             | Flachdach und gestemmte Füllungstür, im Kern 18. Jahrhundert | D-7-77-129-170 Wikidata | Giebelhaus                                                                |
| Spitalgasse 21, 23 (Standort)                                                                  | Doppelhaus                                                                             | Flachdach und profilierter Kopfbug, im Kern noch 17. Jahrhundert | D-7-77-129-171 Wikidata | Doppelhaus                                                                |
| Spitalgasse 24 (Standort)                                                                      | Giebelhaus                                                                             | Flachdach, Ladeluke und Kranbalken, im Kern 17./18. Jahrhundert | D-7-77-129-172 Wikidata | Giebelhaus                                                                |
| Spitalgasse 25 (Standort)                                                                      | Giebelhaus                                                                             | Stattlicher Flachdachbau mit Schopf, drei Stichbogentüren und Ladeluke, im Kern 18. Jahrhundert | D-7-77-129-173 Wikidata | Giebelhaus                                                                |
| Spitalgasse 27 (Standort)                                                                      | Doktorhaus                                                                             | Sogenanntes Doktorhaus, im Kern wohl spätgotisch, 1787 erneuert. | D-7-77-129-175 Wikidata | Doktorhaus                                                                |
| Spitalgasse 28 (Standort)                                                                      | Giebelhaus                                                                             | Flachdach, mit profilierten Balkenköpfen, im Kern Mitte 18. Jahrhundert, erneuert. | D-7-77-129-176 Wikidata | Giebelhaus                                                                |
| Stadtbleiche (Standort)                                                                        | Ehemaliges Wachhaus                                                                    | Jetzt Katholische Kapelle St. Antonius, erbaut 1795. | D-7-77-129-87 Wikidata  | Ehemaliges Wachhaus                                                       |
| Theresienstraße 1, 3, 5, 7, 9, 11, 13 (Standort)                                               | Teil der Arbeiterwohnsiedlung der Hanfwerke Füssen-Immenstadt                          | Teil der Arbeiterwohnsiedlung der Hanfwerke Füssen-Immenstadt, siehe Marienstraße 6 ff. | D-7-77-129-177 Wikidata | Teil der Arbeiterwohnsiedlung der Hanfwerke Füssen-Immenstadt             |
| Tiroler Straße 1 (Standort)                                                                    | Gasthaus                                                                               | Traufseitbau mit geschweiftem Zwerchgiebel und spätklassizistischem Vasenaufsatz, erstes Drittel 19. Jahrhundert | D-7-77-129-178 Wikidata | weitere Bilder                                                            |
| Tiroler Straße 4 (Standort)                                                                    | Wassertriebanlage                                                                      | Wassertriebanlage zur Kraftversorgung der ehemaligen Mühlen und der Fabrik auf dem Lechgries: unterirdischer Wasserkanal durch den Lechfallfelsen, 1784–87; Fallenhäuser zur Regulierung der Wasserzufuhr und zur Kiesbeseitigung am Tunnelbeginn und am Tunnelende, 1864, teilweise 1901 erweitert; Mühlen- und Fabrikkanal unterhalb des Tunnelendes. | D-7-77-129-216 Wikidata | Wassertriebanlage                                                         |
| Tiroler Straße 7 (Standort)                                                                    | Giebelhaus                                                                             | Steildachbau mit Fassadengliederung, zweite Hälfte 18. Jahrhundert | D-7-77-129-179 Wikidata | Giebelhaus                                                                |
| Tiroler Straße 9 (Standort)                                                                    | Wohnhaus                                                                               | dreigeschossiges Giebelhaus, westliche Fassadenhälfte vorgezogen, im Kern 18. Jahrhundert | D-7-77-129-180 Wikidata | Wohnhaus                                                                  |
| Tiroler Straße 11 (Standort)                                                                   | Giebelhaus                                                                             | viergeschossig, im Kern 19. Jahrhundert | D-7-77-129-181 Wikidata | Giebelhaus                                                                |
| Tiroler Straße 15 (Standort)                                                                   | Giebelhaus                                                                             | Flachdachbau, im Kern 18. Jahrhundert | D-7-77-129-182 Wikidata | Giebelhaus                                                                |
| Tiroler Straße 23 (Standort)                                                                   | Katholische Filialkirche Unserer Lieben Frau am Berg                                   | Neubau 1682/83 von Johann Schmuzer; mit Ausstattung | D-7-77-129-183 Wikidata | weitere Bilder                                                            |
| Tiroler Straße 39 (Standort)                                                                   | Villa Alpenblick                                                                       | Haus mit Mansardwalmdach, Vorbau mit Zwerchgiebel und Dekor, neubarock, Anfang 20. Jahrhundert | D-7-77-129-184 Wikidata | weitere Bilder                                                            |
| Von-Freyberg-Straße 2 (Standort)                                                               | Ehemaliges Wohnhaus der Familie Freyberg-Eisenberg                                     | Walmdachhaus, wohl 18. Jahrhundert | D-7-77-129-186 Wikidata | Ehemaliges Wohnhaus der Familie Freyberg-Eisenberg                        |
| Von-Freyberg-Straße 5 (Standort)                                                               | Villa                                                                                  | Flachwalmdachaus mit Bellevue, spätklassizistische Fensterrahmungen, um 1870. | D-7-77-129-187 Wikidata | weitere Bilder                                                            |
| Von-Freyberg-Straße 9 (Standort)                                                               | Wohnhaus                                                                               | Eckbau mit Mansardwalmdach, um 1900. | D-7-77-129-188 Wikidata | Wohnhaus                                                                  |
| Ziegelbergweg 22/1, 22/2, 22/3, 22/4, 22/5, 22/6, 22/7, 22/8 (Standort)                        | Postkraftwagenhalle                                                                    | In Geschosshöhen und Dachgestaltung differenzierte Dreiflügelanlage, verschalte Holzkonstruktion, zum Teil mit Stahlgittertragewerk, an der Südostecke rasterförmig verglaster Treppenhausvorbau mit halbrundem Abschluss, Kernbau (Motorwagenhalle) 1912, Gesamtanlage 1931 nach Entwurf von Robert Vorhoelzer | D-7-77-129-189 Wikidata | Postkraftwagenhalle                                                       |

### Bad Faulenbach
| Lage                                                       | Objekt                           | Beschreibung                                                                                     | Akten-Nr.               | Bild           |
| ---------------------------------------------------------- | -------------------------------- | ------------------------------------------------------------------------------------------------ | ----------------------- | -------------- |
| Alatseestraße 3 (Standort)                                 | Katholische Filialkirche St. Max | Saalbau mit Westturm und Satteldächern, neuromanisch, 1915 erbaut; mit Ausstattung               | D-7-77-129-194 Wikidata | weitere Bilder |
| Faulenbachgäßchen (am Hang gegenüber von Nr. 9) (Standort) | Bildstock                        | Rundbogennische zwischen Pilastern, zweite Hälfte 18. Jahrhundert; mit Ausstattung               | D-7-77-129-196 Wikidata | weitere Bilder |
| Fischhausweg 7 (Standort)                                  | Ehemaliges Fischhaus             | Flachdachhaus mit zum Teil verbrettertem Giebel, darunter Zierbund, erste Hälfte 18. Jahrhundert | D-7-77-129-195 Wikidata | BW             |

### Benken
| Lage                                | Objekt | Beschreibung                                                                        | Akten-Nr.               | Bild   |
| ----------------------------------- | ------ | ----------------------------------------------------------------------------------- | ----------------------- | ------ |
| Benkener Weg (bei Nr. 5) (Standort) | Stadel | Wirtschaftsteil eines abgegangenen Kleinbauernhauses, zweite Hälfte 18. Jahrhundert | D-7-77-129-197 Wikidata | Stadel |

### Eschach
| Lage                  | Objekt                | Beschreibung                                                                                | Akten-Nr.               | Bild                  |
| --------------------- | --------------------- | ------------------------------------------------------------------------------------------- | ----------------------- | --------------------- |
| Eschach 13 (Standort) | Ehemaliges Klostergut | stattlicher Walmdachbau, wohl von Franz Karl Fischer errichtet, 1757.                       | D-7-77-129-200 Wikidata | Ehemaliges Klostergut |
| Eschach 26 (Standort) | Katholische Kapelle   | Über älterem Kern erneuert 1755; mit Ausstattung.                                           | D-7-77-129-198 Wikidata | weitere Bilder        |
| Eschach 27 (Standort) | Bauernhaus            | Wohnteil verputzter Ständerbau mit profilierten Bügen, im Kern erste Hälfte 18. Jahrhundert | D-7-77-129-199 Wikidata | Bauernhaus            |

### Hopfen am See
| Lage                         | Objekt                                     | Beschreibung | Akten-Nr.               | Bild           |
| ---------------------------- | ------------------------------------------ | --- | ----------------------- | -------------- |
| Höhenstraße 10 (Standort)    | Katholische Pfarrkirche St. Peter und Paul | Chor 1434, Langhaus im Kern spätgotisch, Westturm romanisch, um 1690 barockisiert; Friedhofsmauer, Bruchsteinmauerwerk, 17./18. Jahrhundert                                      | D-7-77-129-201 Wikidata | weitere Bilder |
| Riedener Straße 1 (Standort) | Pfarrhof                                   | Satteldachhaus, im Kern 1434; nach Osten angebauter Wirtschaftsteil; Flachdach, Kopfbänder, Hakenschopf, offene Riegelwand und alte Verbretterung, zweite Hälfte 18. Jahrhundert | D-7-77-129-202 Wikidata | Pfarrhof       |

### Oberdeusch
| Lage                    | Objekt     | Beschreibung | Akten-Nr.               | Bild       |
| ----------------------- | ---------- | --- | ----------------------- | ---------- |
| Oberdeusch 3 (Standort) | Bauernhaus | Mit bemalter Kerbschnitzerei und farbigen Drachenköpfen, Kniestock mit enggereihten Andreaskreuzen, bemerkenswerte Spätformen um 1860/70. | D-7-77-129-205 Wikidata | Bauernhaus |

### Oberkirch
| Lage                     | Objekt                                | Beschreibung                                                              | Akten-Nr.               | Bild           |
| ------------------------ | ------------------------------------- | ------------------------------------------------------------------------- | ----------------------- | -------------- |
| Kapellenweg 9 (Standort) | Katholische Filialkirche St. Nikolaus | Im Kern zweite Hälfte 15. Jahrhundert, 1617 umgestaltet; mit Ausstattung. | D-7-77-129-206 Wikidata | weitere Bilder |

### See
| Lage                            | Objekt    | Beschreibung                              | Akten-Nr.               | Bild      |
| ------------------------------- | --------- | ----------------------------------------- | ----------------------- | --------- |
| Pfrontener Straße 36 (Standort) | Hausfigur | Kruzifix, mit arma sacra, 19. Jahrhundert | D-7-77-129-207 Wikidata | Hausfigur |

### Spöttl
| Lage                | Objekt     | Beschreibung | Akten-Nr.               | Bild       |
| ------------------- | ---------- | --- | ----------------------- | ---------- |
| Spöttl 2 (Standort) | Bauernhaus | Stattlicher Flachdachbau mit Hakenschopf, modern bezeichnet 1657, alte Haustür, erstes Viertel 19. Jahrhundert; Getreidekasten, erdgeschossiger Blockbau, erste Hälfte 17. Jahrhundert | D-7-77-129-208 Wikidata | Bauernhaus |

### Weißensee
| Lage                     | Objekt                               | Beschreibung | Akten-Nr.               | Bild                  |
| ------------------------ | ------------------------------------ | --- | ----------------------- | --------------------- |
| Am Pfarrhof 1 (Standort) | Pfarrhaus                            | Ursprünglich Fischhaus der Füssener Äbte, quadratischer zweigeschossiger Walmdachbau, 1766 durch Franz Karl Fischer über älterem Kern erneuert                                             | D-7-77-129-209 Wikidata | Pfarrhaus             |
| Am Pfarrhof 2 (Standort) | Ehemaliges Mesnerhaus                | Zweigeschossiger Flachsatteldachbau mit traufseitigem Fachwerk im Obergeschoss und breiter Nasenbüge mit Schablonenmalerei, im Kern 1624                                                   | D-7-77-129-210 Wikidata | Ehemaliges Mesnerhaus |
| Am Pfarrhof 3 (Standort) | Katholische Pfarrkirche St. Walburga | Saalbau mit Satteldach und quadratischem Nordturm mit Faltdach, wohl um 1200 errichteter romanischer Bau, um 1350 und 1463 erweitert, 1668–78 barockisiert, 1720 erneuert; mit Ausstattung | D-7-77-129-211 Wikidata | weitere Bilder        |

### Wiedmar
| Lage                  | Objekt     | Beschreibung | Akten-Nr.               | Bild       |
| --------------------- | ---------- | --- | ----------------------- | ---------- |
| Wiedmar 16 (Standort) | Bauernhaus | Wohnteil des Bauernhauses, zweigeschossiger Flachsatteldachbau mit verputztem Ständerbau im Obergeschoss, kräftigen Kopfbändern und Schrägbalken, erste Hälfte 18. Jahrhundert | D-7-77-129-212 Wikidata | Bauernhaus |

### Wies
| Lage              | Objekt                         | Beschreibung                                                                          | Akten-Nr.               | Bild           |
| ----------------- | ------------------------------ | ------------------------------------------------------------------------------------- | ----------------------- | -------------- |
| Wies 3 (Standort) | Katholische Kapelle St. Joseph | Satteldachbau mit Rundbogennischen und Glockenstuhl, 1697 errichtet; mit Ausstattung. | D-7-77-129-213 Wikidata | weitere Bilder |

## Ehemalige Baudenkmäler
In diesem Abschnitt sind Objekte aufgeführt, die früher einmal in der Denkmalliste eingetragen waren, jetzt aber nicht mehr. Objekte, die in anderem Zusammenhang – also z. B. als Teil eines Baudenkmals – weiter eingetragen sind, sollen hier nicht aufgeführt werden. Aktennummern in diesem Abschnitt sind ehemalige, jetzt nicht mehr gültige Aktennummern.

| Lage                                                                               | Objekt                                | Beschreibung                                                                 | Akten-Nr.               | Bild |
| ---------------------------------------------------------------------------------- | ------------------------------------- | ---------------------------------------------------------------------------- | ----------------------- | --- |
| Füssen Bahnhofstraße 10 (Standort)                                                 | Grabstein                             | Bezeichnet mit „1676“; An der Südwestecke                                    | D-7-77-129-14 Wikidata  | Grabstein |
| Füssen Baumgarten (Standort)                                                       | Holzpavillon                          | erneuert; Baumsetzung, um 1800.                                              | D-7-77-129-16 Wikidata  | Holzpavillon |
| Füssen Drehergasse 40, 40 1/2 (Standort)                                           | Doppelhaus                            | Flachdach über verschaltem Giebelfeld, 1. Hälfte 18. Jahrhundert             | D-7-77-129-51 Wikidata  | Doppelhaus |
| Füssen Hintere Gasse 13 (Standort)                                                 | Wohnhaus                              | Dreigeschossiger Giebelbau mit vorgezogenem Flachsatteldach, 18. Jahrhundert | D-7-77-129-83 Wikidata  | Wohnhaus |
| Füssen Jesuitergasse 9 (Standort)                                                  | Eckhaus                               | Flachdachbau, im Kern 1. Hälfte 18. Jahrhundert                              | D-7-77-129-89 Wikidata  | Eckhaus |
| Füssen Kemptener Straße 9, 11 (Standort)                                           | Zwei Ölbilder                         | Zwei Ölbilder, auf Blech, um 1870/80.                                        | D-7-77-129-92 Wikidata  | BW |
| Füssen Reichenstraße 17 (Standort)                                                 | Hausfigur                             | Muttergottes, 19. Jahrhundert                                                | D-7-77-129-116 Wikidata | Hausfigur |
| Füssen Schwangauer Straße 4 (Standort)                                             | Giebelhaus                            | Flachdach und gefastes Korbbogentor, im Kern 17./18. Jahrhundert             | D-7-77-129-157 Wikidata | Giebelhaus |
| Füssen Spitalgasse 7 (Standort)                                                    | Hoftür                                | Rückseitig klassizistische Hoftür, um 1800.                                  | D-7-77-129-163 Wikidata | Hoftür |
| Füssen Tiroler Straße (westlich der Kirche Unserer Lieben Frau am Berg) (Standort) | Felsen mit Bemalung                   | Herkunft nicht erforscht                                                     | D-7-77-129-185 Wikidata | [[Vorlage:Bilderwunsch/code!/C:47.56328,10.69777!/D:Tiroler Straße (westlich der Kirche Unserer Lieben Frau am Berg), Felsen mit Bemalung!/\|BW]] |
| Hubmannsegg westlich von Hubmannsegg (Standort)                                    | Ehemaliger Pestfriedhof von Weißensee | Ursprünglich ummauert                                                        | D-7-77-129-204 Wikidata | weitere Bilder |

## Abgegangene Baudenkmäler
In diesem Abschnitt sind Objekte aufgeführt, die früher einmal in der Denkmalliste eingetragen waren, jetzt aber nicht mehr existieren, z. B. weil sie abgebrochen wurden. Aktennummern in diesem Abschnitt sind ehemalige, jetzt nicht mehr gültige Aktennummern.

| Lage                                 | Objekt     | Beschreibung | Akten-Nr.               | Bild       |
| ------------------------------------ | ---------- | --- | ----------------------- | ---------- |
| Hubmannsegg Hubmannsegg 1 (Standort) | Bauernhaus | Längsschopf, aufgedoppelte Haustür und Hakenschopf, im Kern Anfang 19. Jahrhundert; am 31. März 2018 durch Brand zerstört und danach abgebrochen | D-7-77-129-203 Wikidata | Bauernhaus |